# Deporte en Brasil

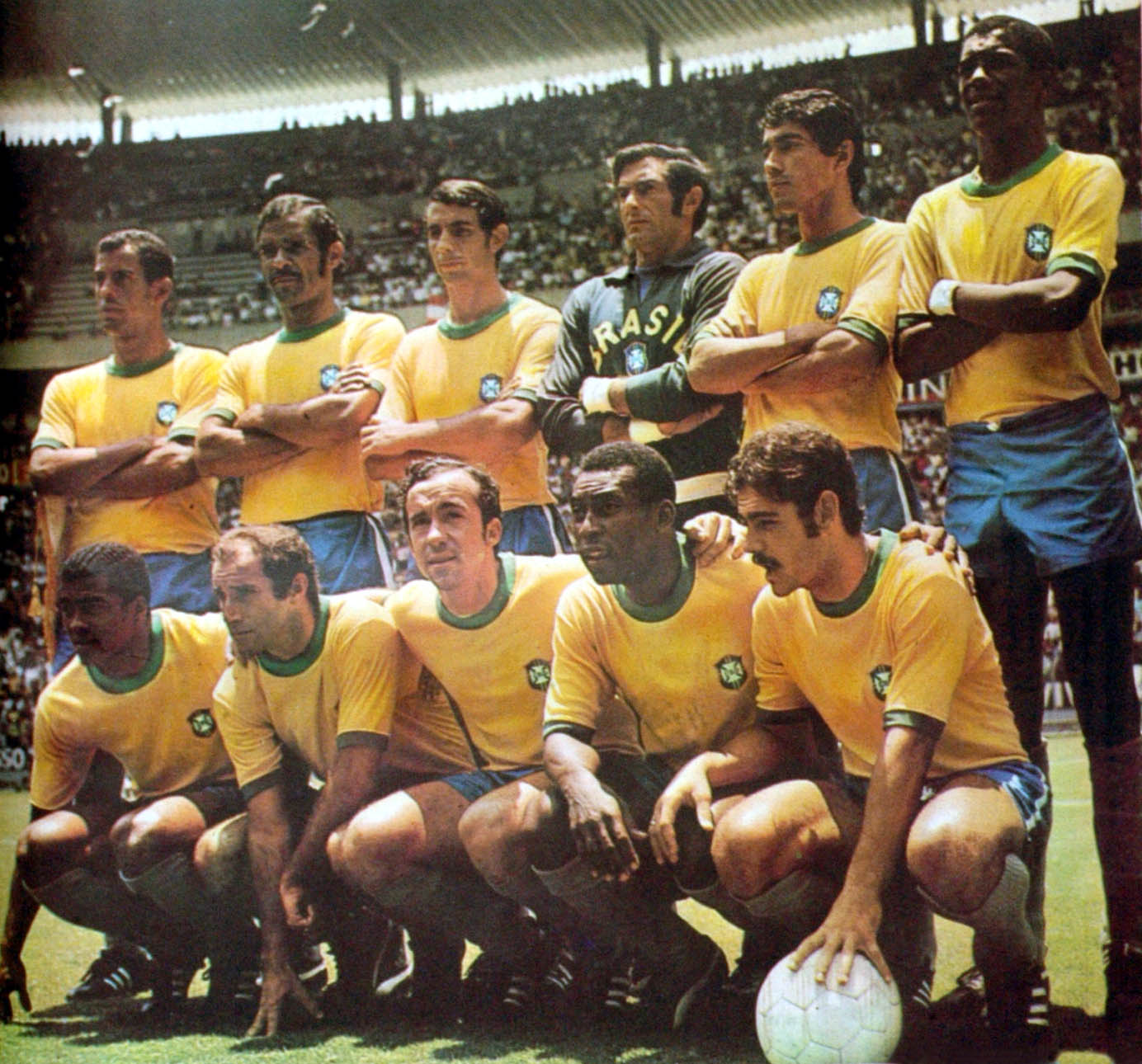
La selección de fútbol de Brasil antes del partido con Perú en la Copa Mundial de Fútbol de 1970.

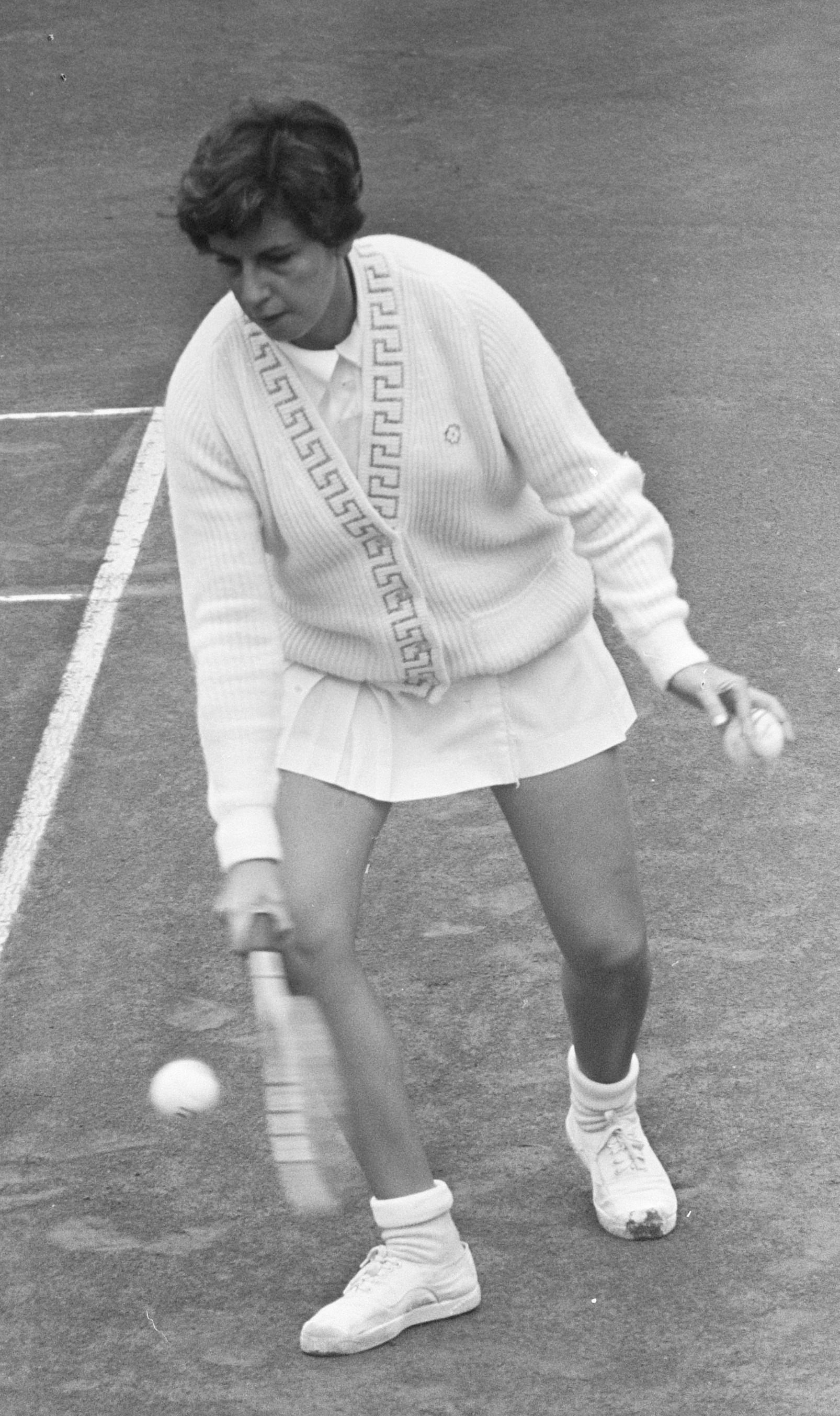
Maria Bueno en el torneo en Hilversum, Países Bajos en 1964.

En Brasil se practica una gran variedad de deportes. El deporte más popular es el fútbol, donde su selección nacional ha sido la más exitosa en la historia de los Mundiales. La Capoeira es una disciplina afro-brasileña originaria de este país y practicada exclusivamente en territorio brasileño. El futvóley es un deporte muy popular, es originario de las playas de Copacabana en Río de Janeiro y es una mezcla entre voleibol y fútbol, actualmente es disputado en diversos países.

## Principales deportes practicados

### Fútbol

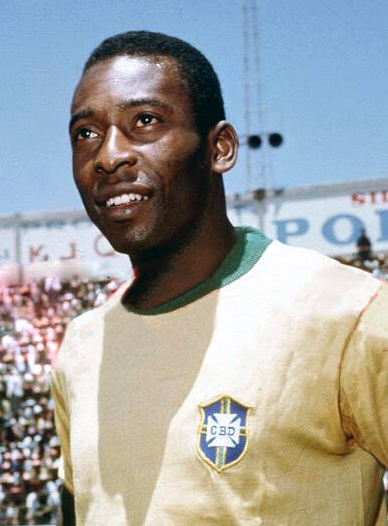
Pelé.

El fútbol es el deporte más popular. La Selección de fútbol de Brasil es el equipo más exitoso en la historia de los Mundiales de fútbol, logrando el título en 5 oportunidades (1958, 1962, 1970, 1994 y 2002). El país también ganó otros títulos importantes: 4 Copa FIFA Confederaciones, 9 Copa América, 2 títulos en los Juegos Olímpicos, 4 títulos en los Juegos Panamericanos, 5 títulos en el Mundial Sub-20 y 4 títulos en el Mundial Sub-17. Copa, además del fútbol femenino por haber sido subcampeona del mundo en 2007 y subcampeona en los Juegos Olímpicos de 2004 y 2008. 
Brasil organizó la Copa Mundial de fútbol de 1950 donde alcanza el subcampeonato, detrás de Uruguay, además organizó la edición de 2014.
El Campeonato Brasileño de Fútbol es la liga de clubes de primera división, que se ha disputado con diversos nombres y formatos desde 1959. Los campeonatos estaduales tales como el Campeonato Paulista y el Campeonato Carioca, que comenzaron a disputarse en las primeras décadas del siglo XX, continúan disputándose a principios de año.
Los clubes más destacados en la historia del fútbol brasileño han sido Santos, Palmeiras, São Paulo y Corinthians de San Pablo; Flamengo, Vasco da Gama, Fluminense y Botafogo de Río de Janeiro; Grêmio e Internacional de Río Grande del Sur; y Cruzeiro y Atlético Mineiro de Minas Gerais.
Los clubes brasileños han ganado 20 ediciones de la Copa Libertadores, destacándose São Paulo y Santos con tres cada uno. De ellas, ganaron seis veces la Copa Intercontinental y cuatro veces la Copa Mundial de Clubes de la FIFA, tres de ellas para São Paulo, dos para Santos y uno para Internacional.
El delantero Pelé, tricampeón mundial con Brasil y dos veces campeón de la Copa Libertadores y la Copa Intercontinental, fue elegido como el mejor futbolista del siglo XX por la Fifa (junto con el argentino Diego Maradona). Otros jugadores destacados han sido los defensas Djalma Santos, Nilton Santos, Carlos Alberto, Júnior, Cafú y Roberto Carlos, los mediocampistas Didí, Rivelino, Sócrates, Falcão, Zico y Rivaldo, y los delanteros Leônidas da Silva, Garrincha, Romário, Ronaldo, Kaká, Ronaldinho y Neymar

### Variantes de fútbol: fútbol sala, fútbol playa, futvóley

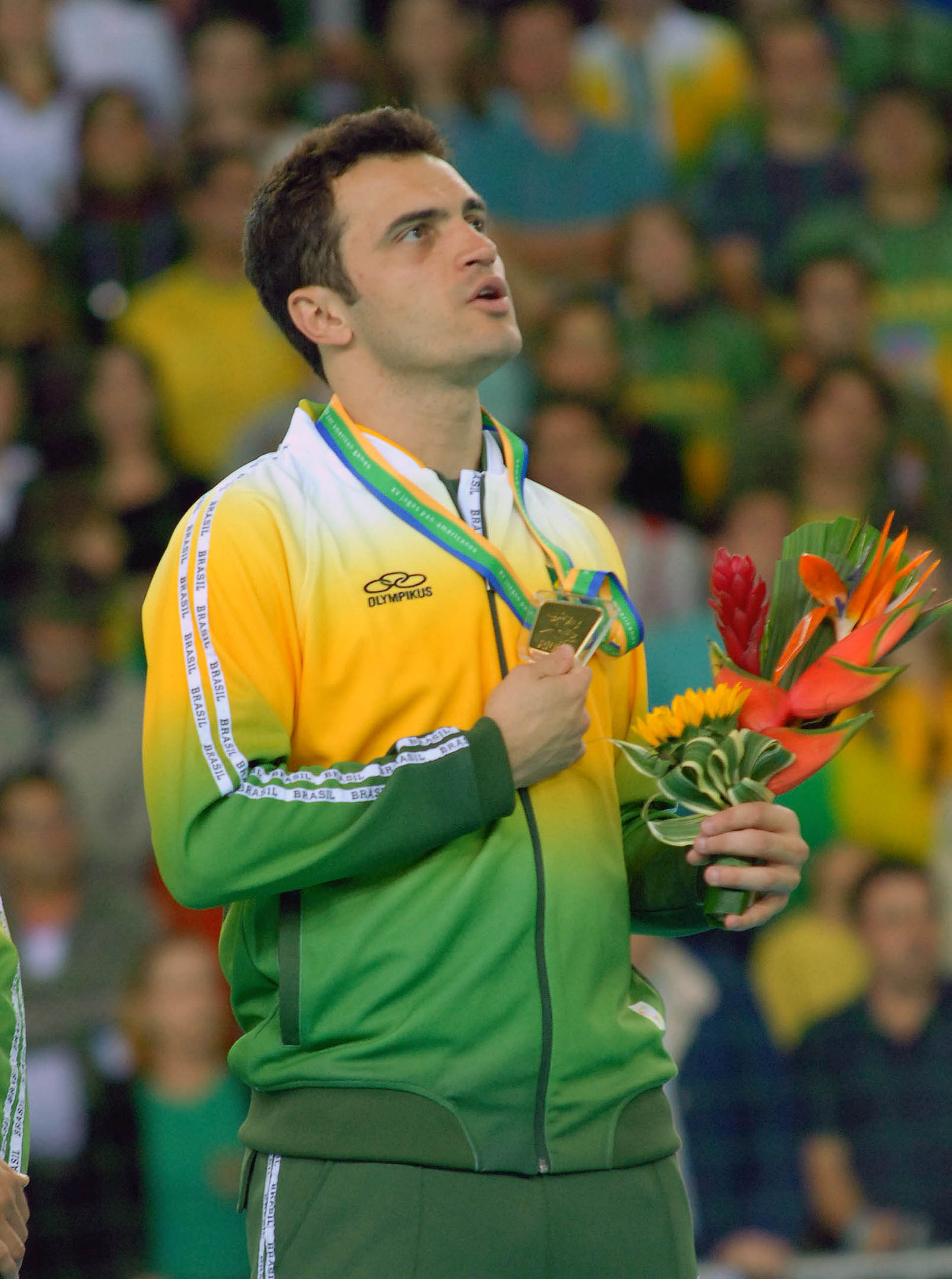
Falcão.

Brasil inventó algunas variantes del fútbol, como el fútbol playa y el futvóley. El fútbol sala, inventado en Uruguay, también se practica ampliamente en el país, principalmente en el estado de Río Grande del Sur.
El fútsal se comenzó a jugar en Brasil en la década de 1930 en la Asociación Cristiana de Jóvenes. Se practica ampliamente en las escuelas del país, en particular en las grandes ciudades, debido al reducido espacio disponible para campos de 11. Brasil es una de las mayores potencias mundiales. Antes de la Era Fifa, hubo tres Copas del Mundo organizadas por la antigua Federación Internacional de Fútbol Sala (Fifusa), donde Brasil fue dos veces campeón del mundo (1982 y 1985). Brasil es el mayor campeón de la Copa Mundial de fútbol sala de la FIFA, con 5 títulos (1989, 1992, 1996, 2008 y 2012). Falcão es el jugador brasileño masculino más reconocido. La Liga Brasileña de Fútbol Sala se disputa de manera profesional desde 1996.
El fútbol playa se comenzó a practicar en la playa Leme en Río de Janeiro, y se profesionalizó con estrellas como Romário, Júnior y Zico. En 1995 la ciudad organizó la primera Copa Mundial, y el país fue anfitrión en las siguientes ediciones hasta 2006, tras lo cual la FIFA empezó a rotar de escenarios. Brasil se encuentra entre las mayores potencias del mundo, siendo el mayor campeón de la Copa Mundial de Fútbol Playa de FIFA, con 5 títulos. Además, cuenta con nueve títulos mundiales de la antigua competición organizada por Beach Soccer Worldwide (BSWW), el Campeonato Mundial de Fútbol Playa (BSWW). Brasil también alberga el Mundialito de Clubes de Fútbol Playa desde 2011. En dicho certamen, el Vasco da Gama fue campeón en la edición inaugural y el Corinthians en 2013, mientras que el Flamengo fue subcampeón en 2012 y 2013.
El futvóley es un deporte recreativo ampliamente practicado en las playas brasileñas, principalmente en Río de Janeiro, donde fue inventado.

### Voleibol

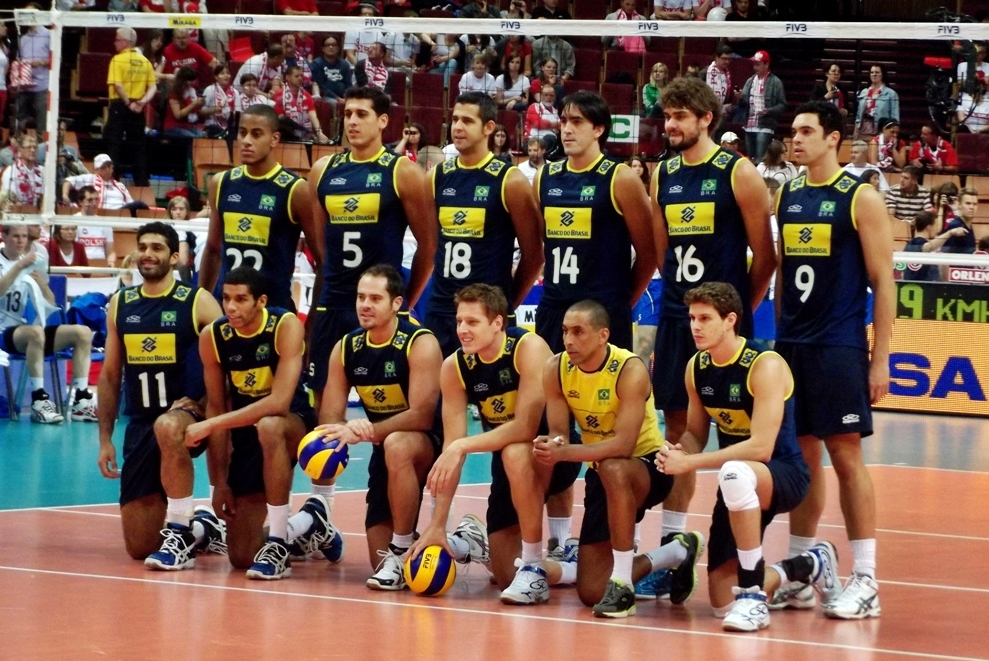
Selección masculina de voleibol de Brasil, 2012.

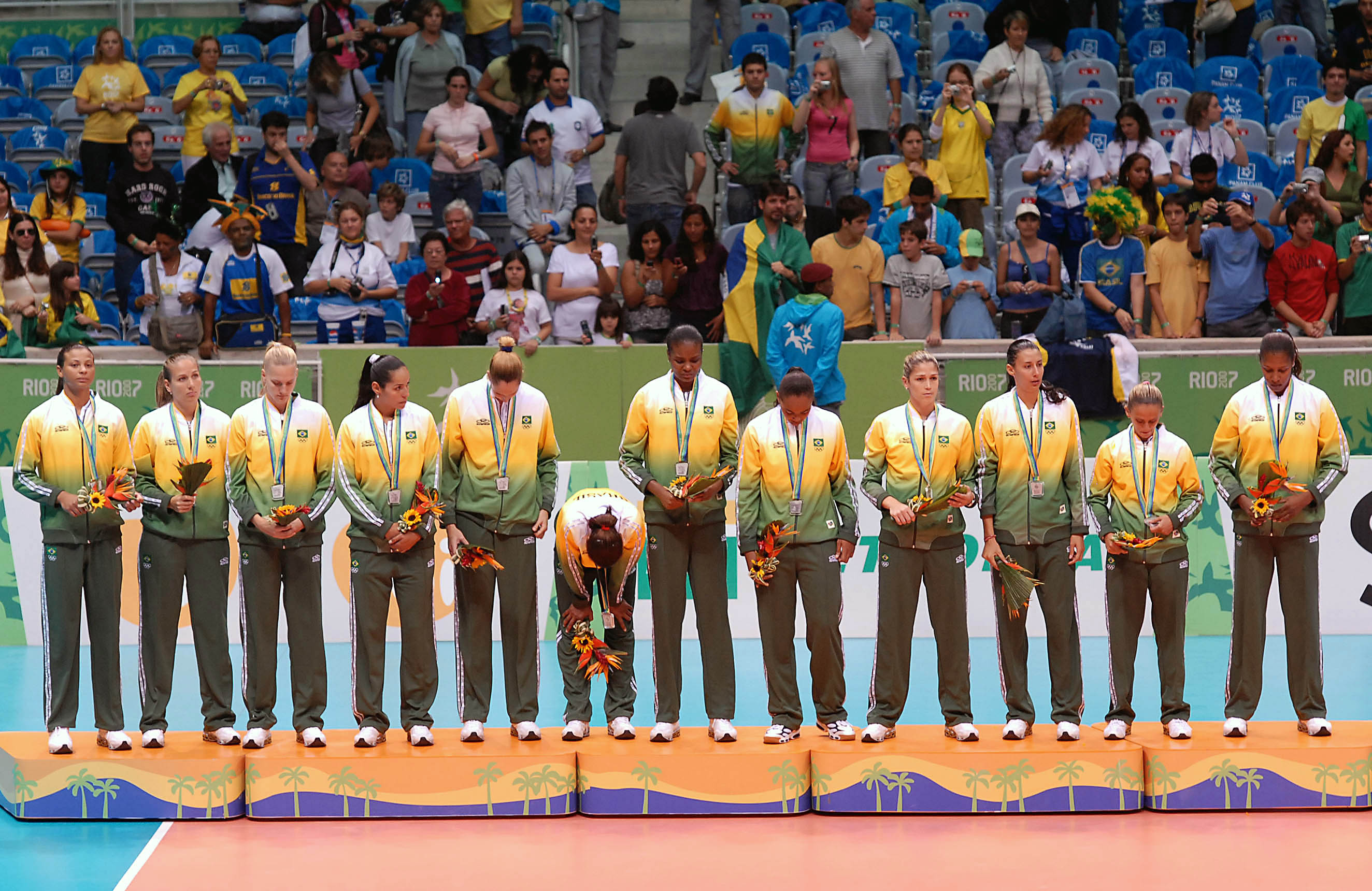
Selección femenina de voleibol de Brasil, 2007.

Brasil es el equipo más exitoso en todas las categorías del voleibol mundial. La selección masculina tiene 6 medallas olímpicas (3 de oro, 3 de plata), 7 medallas de campeonatos mundiales (3 de oro, 3 de plata, 1 de bronce), 3 copas del mundo y 9 ligas mundiales.
Por su parte, la selección femenina cuenta con dos medallas olímpicas de oro, una de plata, dos de bronce, cuatro veces subcampeón del Campeonato del Mundo, 12 Grand Prix y una copa de campeones.

### Voleibol de playa
Brasil es uno de los países más fuertes del mundo en voleibol de playa, deporte muy practicado en el país debido a su extenso litoral, principalmente en Río de Janeiro, Santa Catarina y en la Región Nordeste del país. Hasta los Juegos Olímpicos de 2020, el país tenía 2 oros, 3 platas y 1 bronce en la modalidad masculina, y 1 oro, 4 platas y 2 bronces en la modalidad femenina.  En campeonatos mundiales, varios títulos mundiales fueron ganados por brasileños.

### Artes marciales mixtas

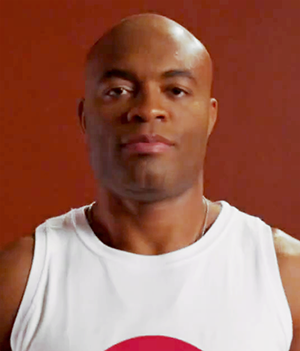
Anderson Silva.

En las artes marciales mixtas (MMA), Brasil es una potencia en el escenario internacional, habiendo producido varios campeones como Anderson Silva, Charles Oliveira, José Aldo, Lyoto Machida, Vitor Belfort, Royce Gracie, Wanderlei Silva, Antônio Rodrigo Nogueira, Mauricio Rua, Murilo Bustamante, Junior dos Santos, Rafael dos Anjos, Fabricio Werdum, Alex Pereira, Amanda Nunes y muchos otros.
Jungle Fight y Bitetti Combate son las principales organizaciones de MMA en el país, sobre todo la primera al ser cuna de grandes peleadores nacionales. Anteriormente existió International Vale Tudo Championship, que estuvo activa entre 1997 a 2003 con un breve retorno a finales de la década de 2010, cuando la empresa cerró definitivamente.
Jiu-jitsu brasileño
El jiu-jitsu brasileño se originó en territorio brasileño en la década de 1910 y enfatiza las técnicas de lucha en el suelo y las técnicas de sumisión que involucran bloqueos de articulaciones y estrangulamientos. Hélio Gracie tenía una complexión bastante pequeña y cambió el jiu-jitsu (originario de Japón) para ser utilizado por cualquier persona en una situación de lucha real. Gracie Jiu Jitsu se hizo conocido internacionalmente en la década de 1990, debido a los luchadores muy hábiles de la familia Gracie, a saber, Hélio Gracie, Royce Gracie y Rickson Gracie, que también son responsables de difundir la práctica de vale tudo, que significa 'todo vale' que se convirtió en promociones de artes marciales mixtas como PRIDE, DREAM y UFC.

### Balonmano

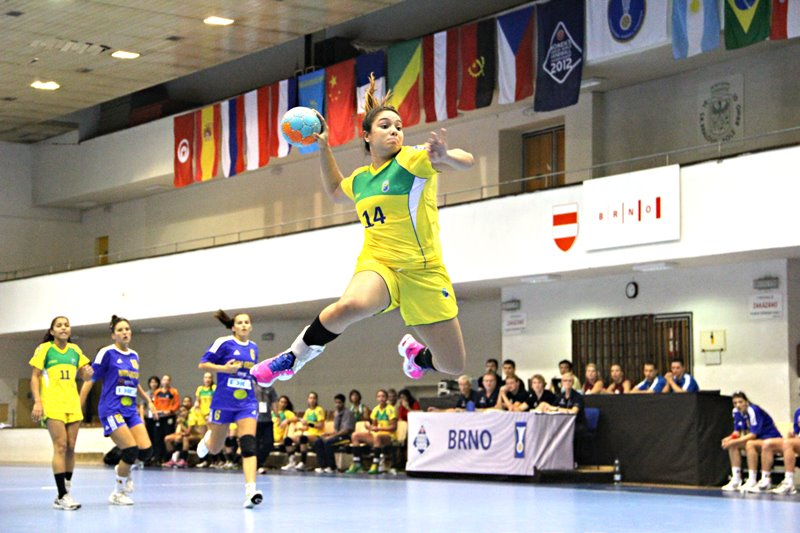
Deborah Nunes.

El balonmano es un deporte que llegó con los inmigrantes alemanes y se ha vuelto muy popular en las escuelas de Brasil. Es el tercer deporte más practicado en las escuelas, solo superado por el fútbol / futsal y el voleibol. El deporte tiene 200 mil jugadores hoy en Brasil, con 687 clubes repartidos por todo el país y aproximadamente 8 mil equipos. La principal competición deportiva del país es la Liga Nacional de Balonmano, considerada la liga más fuerte de América. La Selección femenina de balonmano de Brasil es, en cuanto a resultados, la mejor selección de balonmano de América. En el Campeonato Mundial de Balonmano Femenino de 2013, se coronó campeona al derrotar a la selección anfitriona por 22-20. También terminó quinto en los Juegos Olímpicos de 2016. La Selección Masculina de Balonmano de Brasil tiene como gran hazaña haber finalizado en el 7º puesto del Campeonato Mundial de Balonmano Masculino de 2025, derrotando a potencias europeas de la modalidad y siendo eliminado únicamente por el eventual campeón del torneo., además de también haber finalizado en el 7º puesto en los Juegos Olímpicos de Verano de 2016.

### Baloncesto

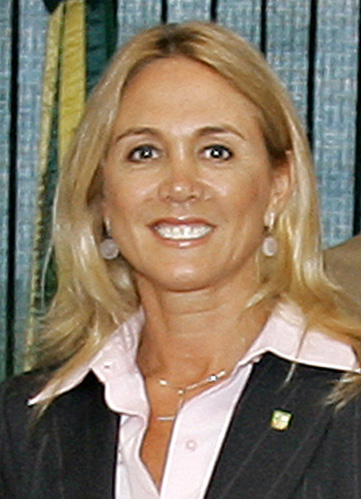
Hortência Marcari es considerada la mejor jugadora de la historia del país.

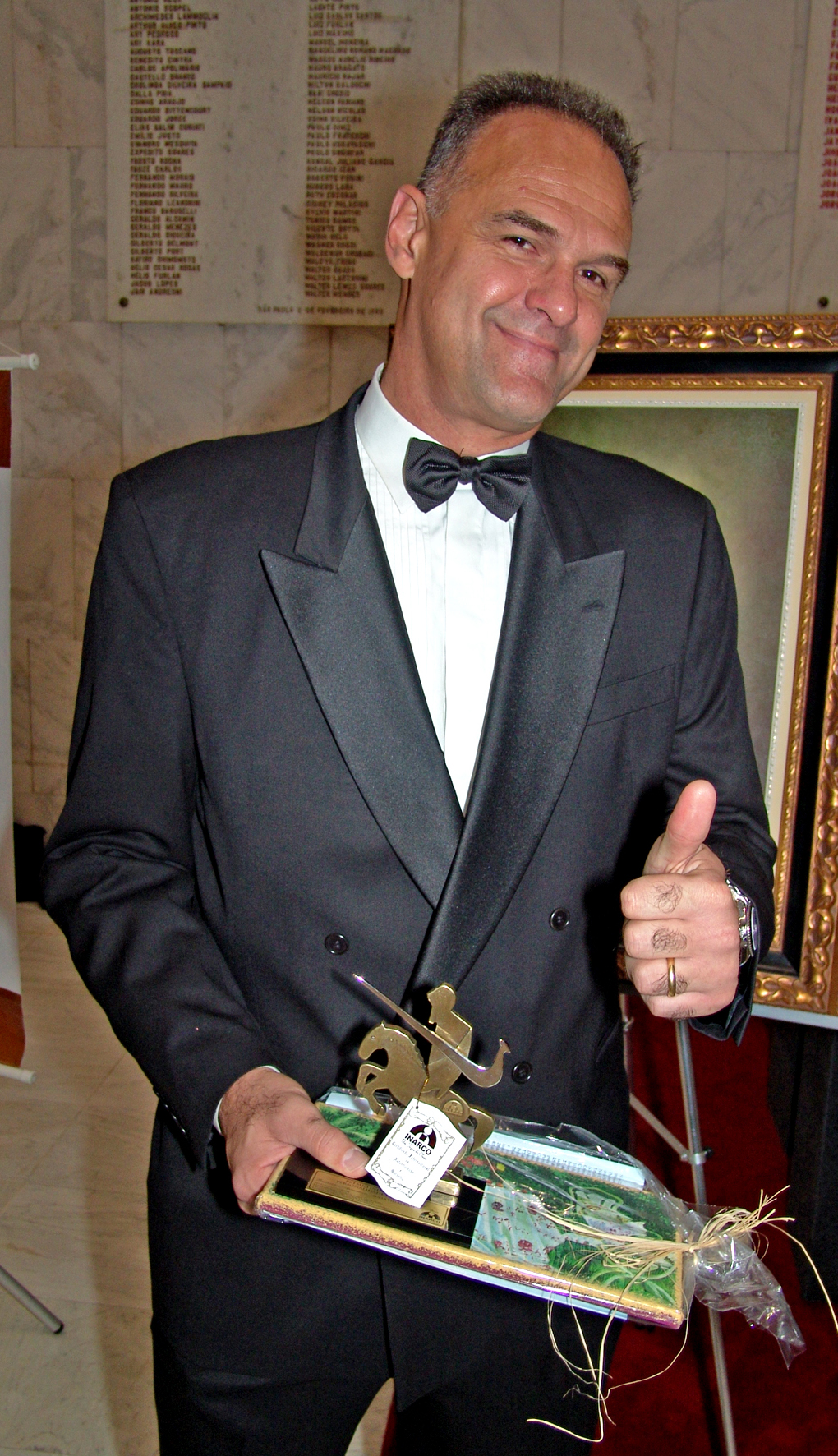
Oscar Schmidt.

Brasil es una de las potencias mundiales de este deporte, y junto a Argentina el país con mejor palmarés de toda Latinoamérica. En categoría masculina ha logrado dos campeonatos del mundo (1959 y 1963) y tres medallas olímpicas (1948, 1960 y 1964, todas de bronce), mientras que en categoría femenina la logrado un título mundial (1994) y dos medallas olímpicas (plata en 1996 y bronce en el 2000), aparte de múltiples títulos continentales en ambas categorías.
Aunque ha dado múltiples jugadores y jugadoras de renombre mundial, la personalidad del baloncesto brasileño más reconocida a nivel mundial es Oscar Schmidt, reconocido oficialmente como el máximo anotador de la historia del baloncesto. 
Algunos de los principales protagonistas históricos de Brasil son Oscar y Hortência Marcari. En el apogeo de sus carreras, el baloncesto llegó a ser considerado el segundo deporte más popular en Brasil. Ambos lograron derrotar a la selección de Estados Unidos en baloncesto, que se considera una de las hazañas más difíciles de lograr en cualquier deporte. Oscar venció a Estados Unidos en la final del Pan de Indianápolis en 1987, además de ser medallista de bronce en el Mundial de 1978 y quinto lugar en los Juegos Olímpicos de 1988. Hortência fue el más victoriosa en términos de resultados: derrotó a Estados Unidos en la semifinal del Mundial de 1994 (luego campeona mundial), junto a jugadoras como Magic Paula y Janeth, consideradas dos de las más grandes jugadoras de la historia del país junto a Hortência; además de ser subcampeona olímpica en 1996 (donde Estados Unidos tuvo su revancha, venciendo a Brasil).
Actualmente Brasil también tiene algunos jugadores que juegan en la NBA, considerada la liga deportiva más grande del mundo, como Nenê, Leandro Barbosa, Anderson Varejão y Tiago Splitter, y también jugadores que juegan en Europa, como Marcelinho Huertas.

### Tenis

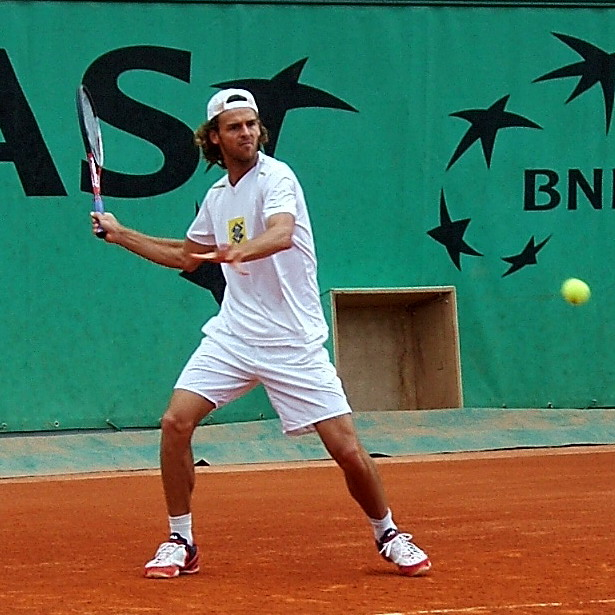
Gustavo Kuerten en Roland Garros 2005.

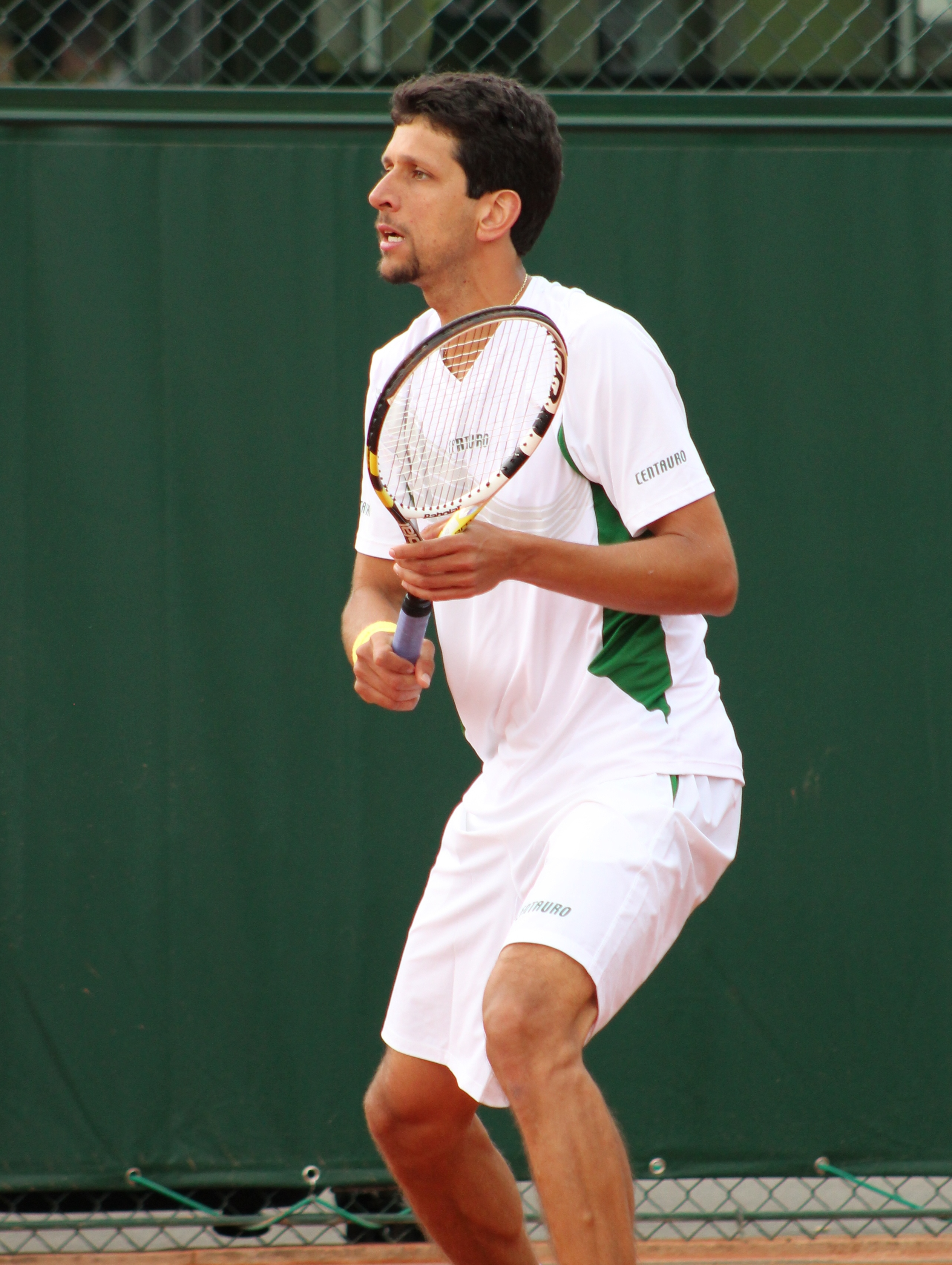
Marcelo Melo em Roland Garros 2013.

La tenista Maria Esther Bueno es la más exitosa de la historia en Brasil, en cuanto a campeonatos de Grand Slam se refiere, ganando 19 títulos (7 en individuales, 11 en dobles y 1 en dobles mixtos ). Gustavo Kuerten ganó tres veces Roland Garros y junto al chileno Marcelo Ríos son los únicos tenistas latinoamericanos en ser números 1 de la clasificación mundial ATP. Beatriz Haddad Maia es la primera brasileña en ingresar al top 20 mundial en la Era Abierta.
El país también contaba con otros jugadores de importancia histórica como Luiz Mattar, Fernando Meligeni y Thomaz Bellucci, que ya estaban entre los 30 primeros de la clasificación ATP. Brasil ha sido muy fuerte en dobles, principalmente con Marcelo Melo, que ha sido el n.º 1 del mundo en tres ocasiones, y con Bruno Soares, que es el ex n.º 2 del mundo. Melo ganó 2 Grand Slams (Roland Garros y Wimbledon) además de 9 Masters 1000. Soares ganó 3 Grand Slams (Abierto de Australia y 2 US Open) y 4 Masters 1000, además de ganar 3 Grand Slams en Dobles Mixtos. Luisa Stefani fue la primera brasileña en ingresar al top 10 del mundo.
Brasil ha albergado torneos profesionales de tenis, más recientemente el Torneo de Río de Janeiro, el Torneo de Brasil y el Torneo de Itaparica.

### Natación

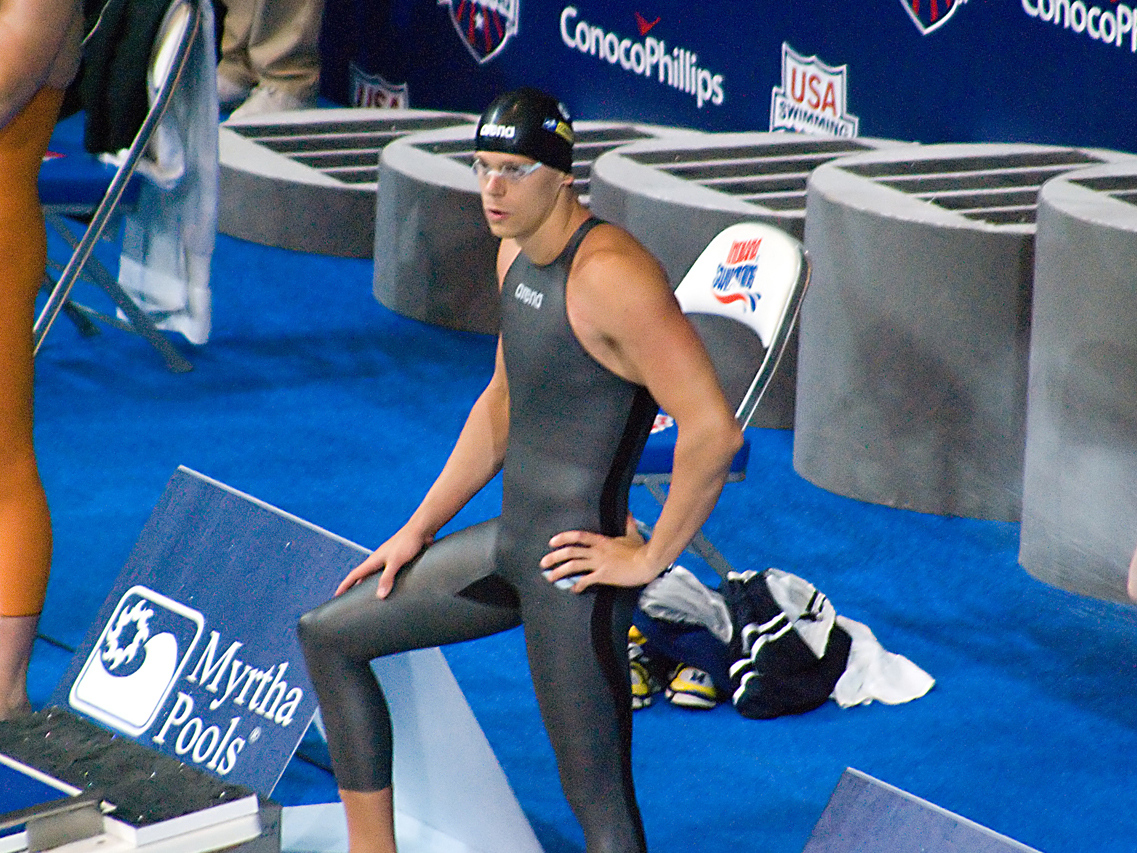
César Cielo en el Campeonato Nacional de Estados Unidos 2009 en Indianápolis

Natación es muy popular en Brasil. Siendo un deporte generalmente recomendado para niños, y apto para un país con clima tropical como Brasil, la natación ha crecido y ha comenzado a producir importantes íconos deportivos. Aunque el país tuvo cierto éxito con nadadores como Tetsuo Okamoto,  Manuel dos Santos y José Fiolo, el deporte comenzó a convertirse en más popular con Djan Madruga, Rômulo Arantes y Ricardo Prado en las décadas de 1970 y 1980; pasando por Gustavo Borges y Fernando Scherer en la década de 1990, la natación brasileña fabrica hoy grandes talentos en sucesión.
Hoy Brasil tiene uno de los mejores nadadores del mundo, César Cielo, quien es campeón olímpico, campeón mundial y poseedor del récord mundial; medallistas olímpicos como Thiago Pereira, Bruno Fratus y Fernando Scheffer; nadadores como Felipe França y Kaio de Almeida que lograron batir récords mundiales en sus pruebas, así como medallistas en Campeonatos del Mundo, como Nicholas Santos, João Gomes Júnior, Felipe Lima y Guilherme Costa. Incluso la natación femenina ha estado desarrollando y creando atletas como Etiene Medeiros, Maria Fernanda Costa, Ana Marcela Cunha y Poliana Okimoto. Con la multiplicación de la aparición de talentos, la natación ha ido destacando y conquistando su espacio.

### Atletismo

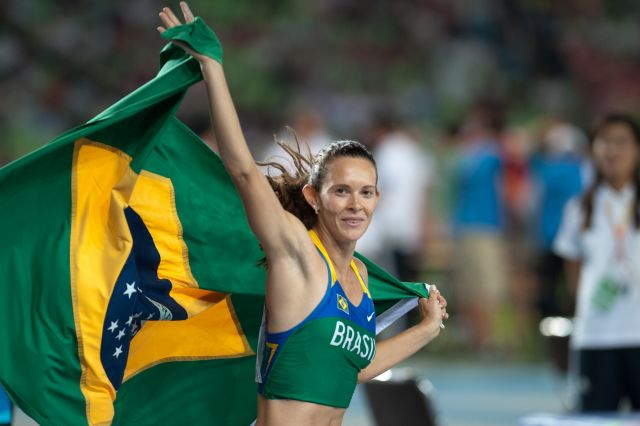
Fabiana Murer, campeona del mundo en 2011

Atletismo es un deporte tradicional en Brasil, ganando medallas olímpicas para el país. En atletismo, los deportistas más conocidos son Adhemar Ferreira da Silva, João Carlos de Oliveira, Joaquim Cruz, Robson Caetano, Maurren Maggi y Fabiana Murer. Otros deportistas importantes en la historia de Brasil son: Thiago Braz, Alison dos Santos, Nélson Prudêncio, Jadel Gregório,  Zequinha Barbosa, Sanderlei Parrela, Claudinei Quirino, Vicente de Lima, André Domingos, Édson Ribeiro, Vanderlei Cordeiro de Lima, Caio Bonfim, Rosângela Santos, Letícia Oro Melo, Mauro Vinícius da Silva y Darlan Romani.
En Brasil, el atletismo tiende a perder muchos practicantes ante el  fútbol, que otorgan mejores salarios a los atletas. Es una de las razones por las que el país tiene menos protagonismo global en eventos como los 100 metros. El deporte suele concentrarse en algunos clubes especializados en atletismo, y también recibe atención y apoyo de las Fuerzas Armadas del país. Brasil tiene una tradición en eventos como el triple salto y es sede de importantes eventos de carreras de larga distancia, como la Carrera Internacional de San Silvestre.

### Judo

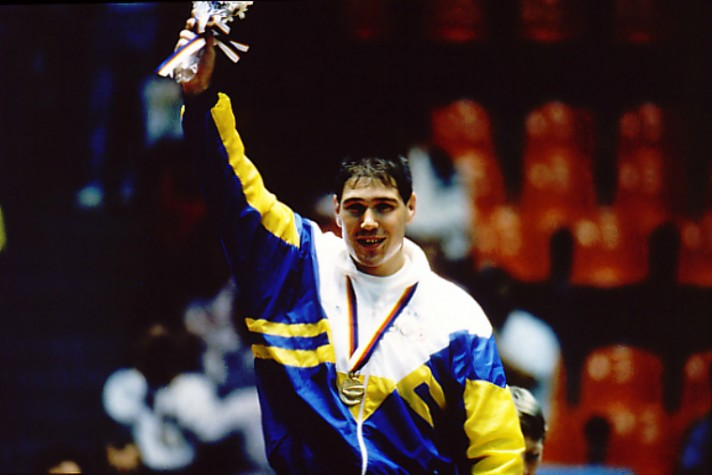
Aurélio Miguel.

El judo es otro deporte generalmente recomendado para los niños en Brasil, por lo que se practica ampliamente. El país tiene una creciente tradición internacional en el deporte, ganando constantemente medallas y títulos. El deporte fue traído y desarrollado por su gran comunidad japonesa. Los máximos exponentes del deporte hasta el día de hoy fueron Aurélio Miguel, Sarah Menezes, Rogério Sampaio y Rafaela Silva, campeones olímpicos. Brasil también tuvo varios otros atletas de judo importantes, como los subcampeones olímpicos Douglas Vieira, Tiago Camilo, Carlos Honorato, Willian Lima y los medallistas olímpicos de bronce Chiaki Ishii, Luís Onmura, Walter Carmona, Henrique Guimarães, Leandro Guilheiro, Flávio Canto, Ketleyn Quadros, Felipe Kitadai, Mayra Aguiar, Daniel Cargnin,  Rafael Silva y Larissa Pimenta.

### Boxeo

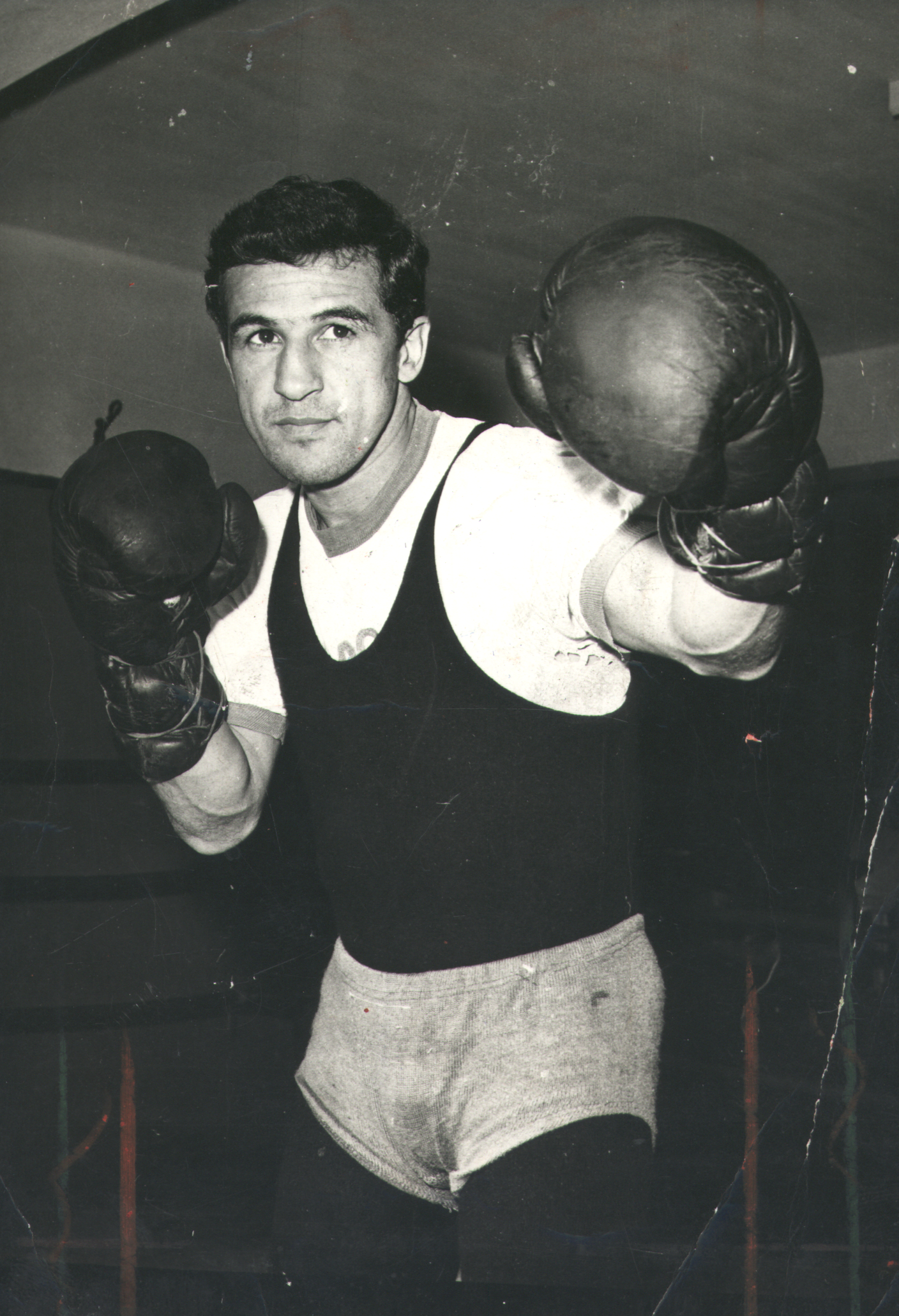
Éder Jofre, ex campeón mundial

El boxeo es otro deporte popular, especialmente en Noreste de Brasil; se considera un deporte de la clase trabajadora. Eder Jofre,  Acelino Freitas, Maguila, Miguel de Oliveira, Valdemir Pereira, Rose Volantê y Patrick Teixeira son ex campeones mundiales. En los Juegos Olímpicos, Brasil ganó la medalla de oro en la categoría de hasta 60 kg con el luchador Robson Conceição, siendo el primer oro olímpico en el boxeo brasileño. Hebert Conceição también fue campeón olímpico. Otros medallistas olímpicos en Brasil fueron Servílio de Oliveira, Yamaguchi Falcão, Esquiva Falcão, Abner Teixeira, Adriana Araújo y Beatriz Ferreira.

### Automovilismo

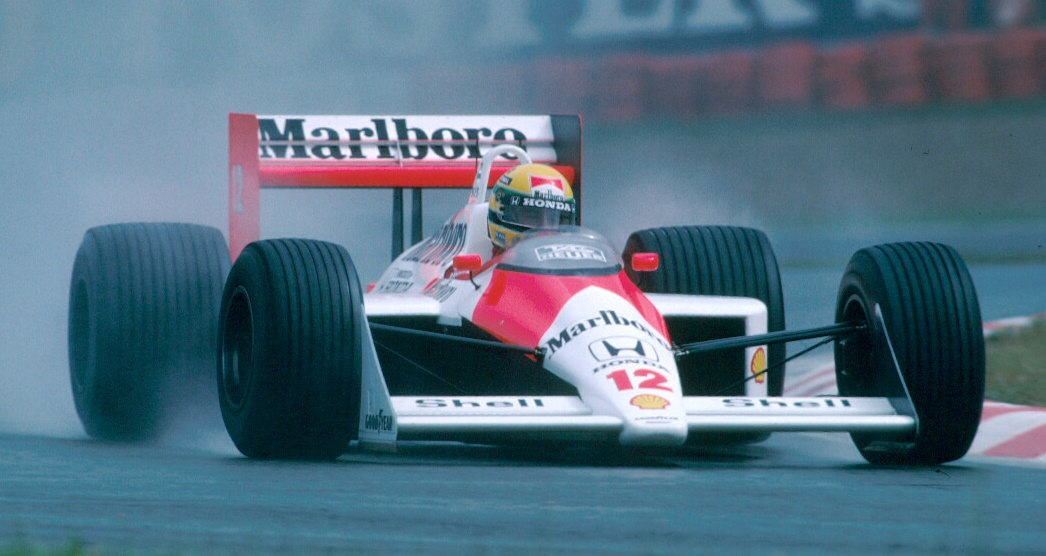
Ayrton Senna ganó su primer título mundial en 1988 conduciendo el McLaren MP4 / 4 dominante de esa temporada.

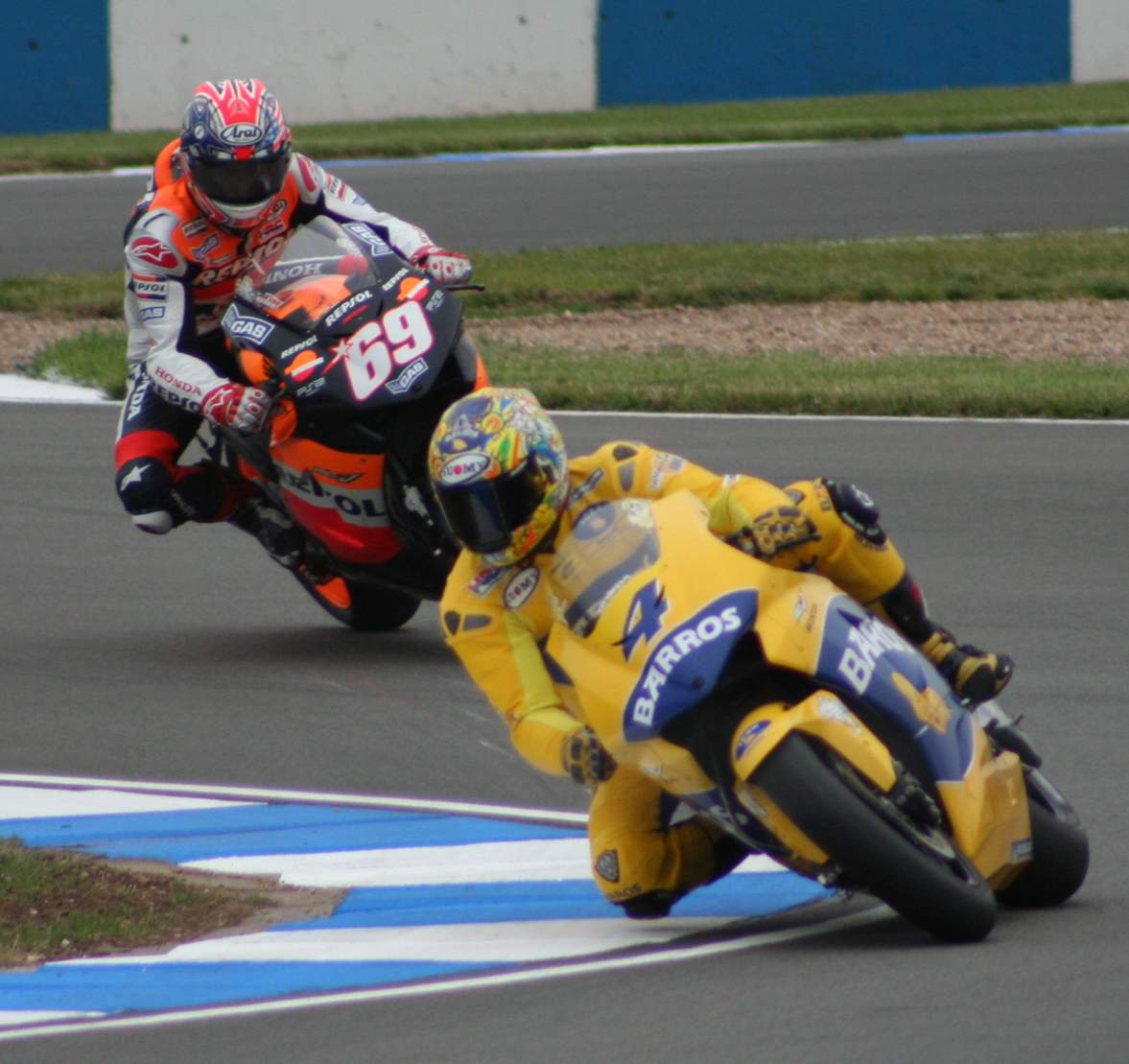
Alex Barros.

Tres pilotos brasileños han sido campeones mundiales de Fórmula 1: Emerson Fittipaldi (1972 y 1974), Nelson Piquet (1981, 1983 y 1987) y Ayrton Senna (1988, 1990 y 1991). En tanto, Rubens Barrichello y Felipe Massa fueron subcampeones de Fórmula 1, mientras que Carlos Pace logró una victoria.
Desde 1972 que Brasil es parte del calendario de la Fórmula 1 con el Gran Premio de Brasil, que se disputa actualmente en el Autódromo de Interlagos.
Además de la principal categoría del automovilismo mundial, Brasil ha contado con destacados pilotos en otras categorías, principalmente disputadas en Estados Unidos. En la Indy se han destacado numerosos brasileños, entre ellos Emerson Fittipaldi (campeón 1989), Hélio Castroneves (cuatro veces subcampeón), Tony Kanaan (campeón 2004), Gil de Ferran (campeón 2000 y 2001) y Cristiano da Matta (campeón 2002). Nelson Piquet Jr. fue campeón de la Fórmula E en 2014-15. En gran turismos y turismos se han destacado internacionalmente Pipo Derani, Lucas Di Grassi, Jaime Melo Jr., Augusto Farfus, Christian Fittipaldi, Felipe Nasr, João Paulo de Oliveira y Bruno Senna.
El principal campeonato nacional de automovilismo es el Stock Car Brasil, donde han triunfado Ingo Hoffmann, Paulo Gomes, Chico Serra y Cacá Bueno entre otros. En cuanto a carreras de tierra, el Rally de Brasil formó parte del Campeonato Mundial de Rally, y el Rally dos Sertões es la principal carrera de rally raid del país.
El Autódromo de Interlagos, ubicado en San Pablo, ha atraído numerosos campeonatos internacionales, tales como la Fórmula 1, el Campeonato Mundial de Motociclismo, el Campeonato FIA GT, el Campeonato Mundial de Resistencia, el Deutsche Tourenwagen Meisterschaft y la Le Mans Series. En tanto, el Autódromo de Jacarepaguá, situado en Río de Janeiro, albergó fechas de la Fórmula 1, el Mundial de Motociclismo y la CART. Además, el Mundial de Turismos ha corrido en Autódromo Internacional de Curitiba, el Mundial de Motociclismo en Autódromo Internacional de Goiânia, y la IndyCar Series y la Fórmula E en el circuito callejero de San Pablo.
El motociclismo no es tan popular como el automovilismo, pero el país ha acogido durante muchos años el Campeonato del Mundo de Velocidad. El piloto más destacado que ha dado Brasil ha sido Alex Barros, el único brasileño que ha ganado grandes premios del campeonato del mundo.

### Monopatinaje

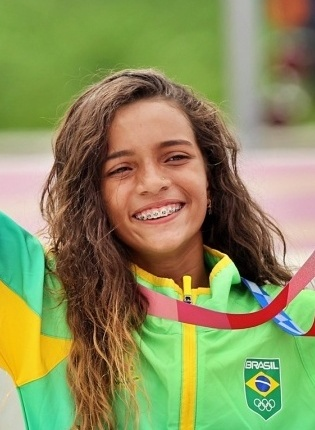
Rayssa Leal

Es uno de los deportes más practicados en Brasil, especialmente en las grandes ciudades (metrópolis). Actualmente, Brasil es uno de los países con mayor número de profesionales y amateurs en el deporte, teniendo la segunda mayor industria de repuestos, equipamientos y vestuario en el deporte. Bob Burnquist es considerado el skater más grande del mundo, considerado el padre de la "mega rampa". Otro patinador brasileño famoso fue Sandro Dias, uno de los pocos que puede realizar el movimiento "900".
Con el ascenso del skateboarding a la categoría de deporte olímpico en 2020, Rayssa Leal se hizo famosa por su medalla de plata obtenida a los 13 años. Pedro Barros, Kelvin Hoefler y Augusto Akio también ganaron medallas olímpicas. También se destacan otras famosas patinadoras como Pamela Rosa y Letícia Bufoni.

### Surf

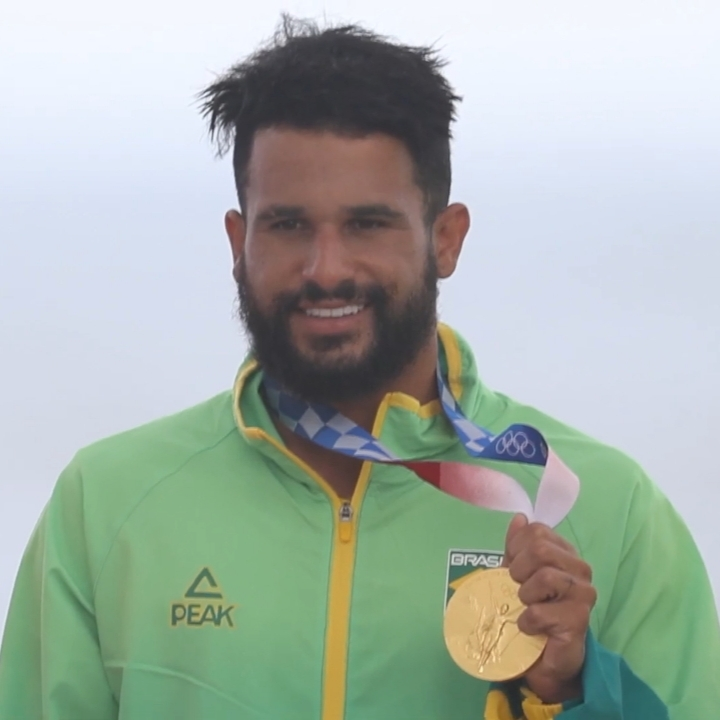
Ítalo Ferreira

El surf es uno de los deportes más populares en Brasil, con varios surfistas profesionales brasileños compitiendo en los eventos ASP World Tour masculino y femenino. El deporte ha evolucionado progresivamente hasta convertirse en una de las mayores fuerzas en el mundo del deporte. Fábio Gouveia alcanzó el número 5 del mundo en 1992. En la década de 2010 aparece la Tormenta Brasileña (Brazilian Storm), con varios brasileños cada vez más cerca del título mundial (World Surf League), hasta que Gabriel Medina conquista el mismo en 2014 y Adriano de Souza el Mineirinho, gana en 2015. En 2020 el surf asciende a la categoría de deporte olímpico e Ítalo Ferreira se convierte en campeón olímpico. Filipe Toledo también fue campeón del mundo, en 2022 y 2023.

### Gimnasia artística

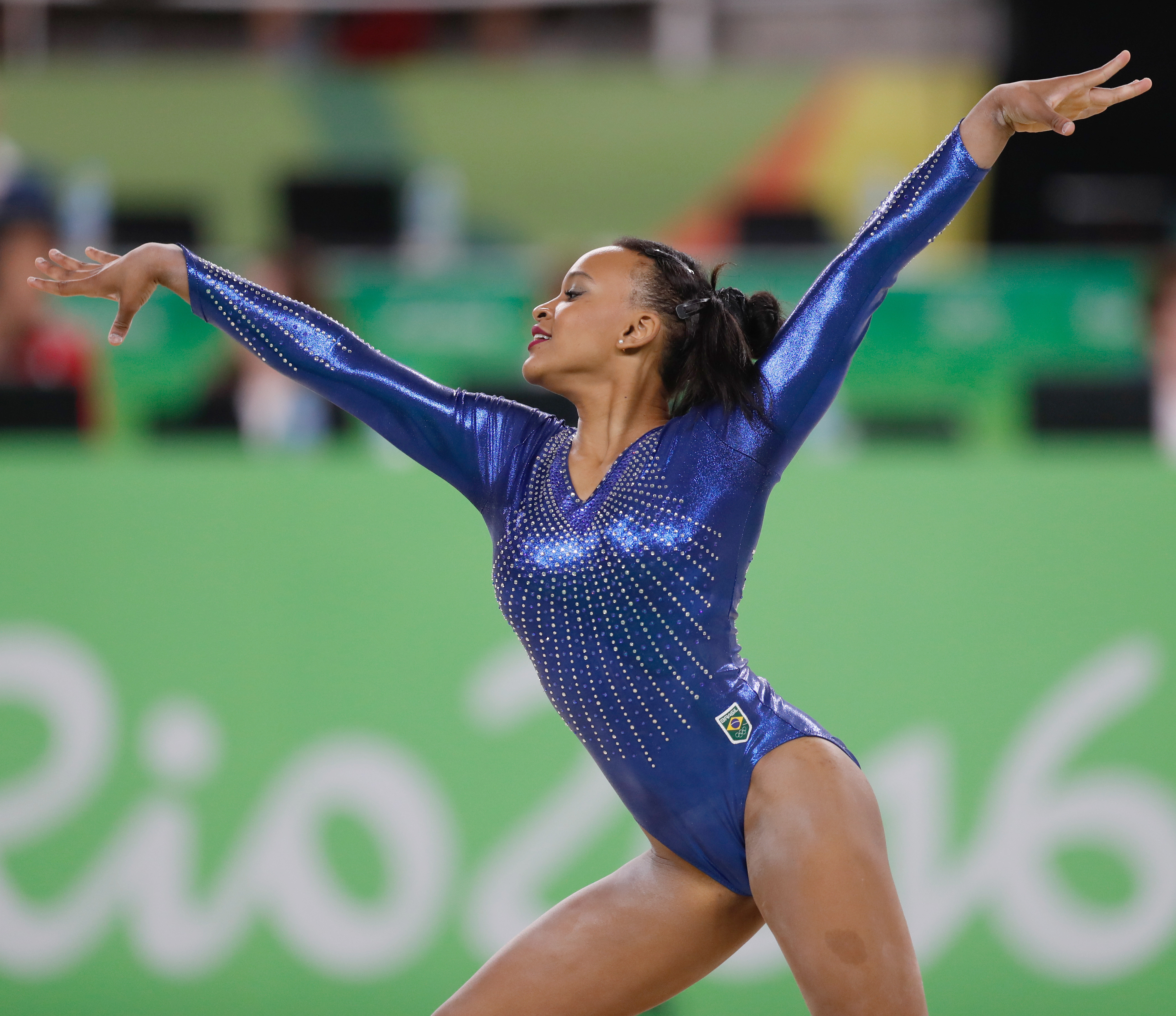
Rebeca Andrade.

Brasil tiene un gran centro de formación de atletas olímpicos en gimnasia artística, que ya reveló atletas como Rebeca Andrade, Arthur Zanetti, Daiane dos Santos, Jade Barbosa, Flávia Saraiva, Arthur Mariano, Diego Hypólito y Daniele Hypólito.

### Gimnasia rítmica
En gimnasia rítmica, la selección brasileña ganó un bronce inédito en la prueba general de la etapa de Atenas, Grecia, de la Copa del Mundo de Gimnasia Rítmica, realizada en marzo de 2023 (Brasil ya había ganado medallas en etapas de la Copa del Mundo, pero nunca en el evento general). Brasil fue quinto en la prueba general de la Copa del Mundo 2022 en Sofía. La selección brasileña seguía en el cuarto lugar en la prueba de cinco aros.

### Ajedrez

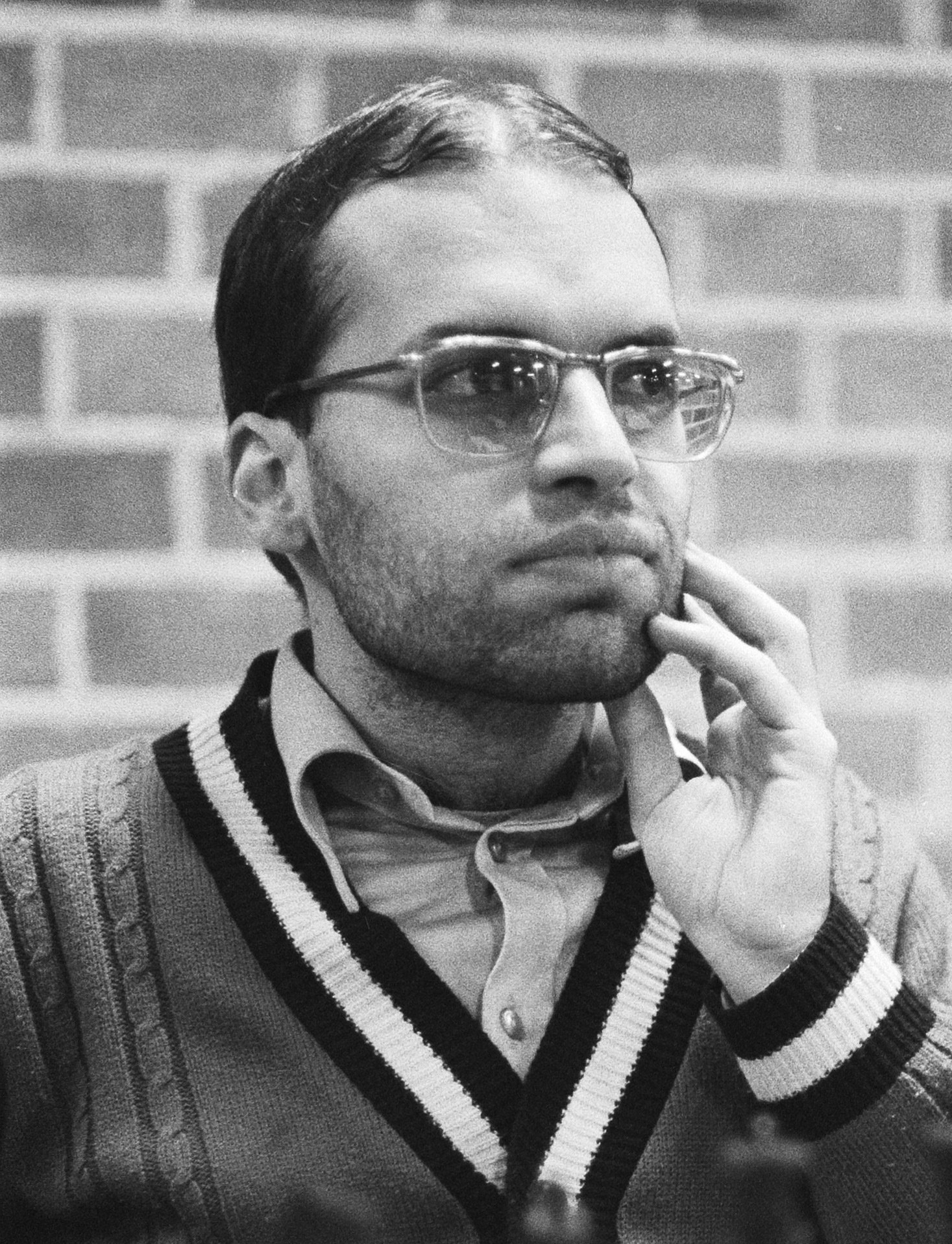
Henrique Mecking

El ajedrez es un deporte con muchos aficionados en Brasil. Henrique Mecking, conocido como Mequinho, es considerado el ajedrecista brasileño más importante, habiendo alcanzado su punto máximo en 1977, cuando fue considerado el tercer mejor jugador del mundo, superado solo por Anatoly Karpov y Viktor Korchnoi. Más recientemente, en un juego relámpago en línea jugado en mayo de 2020, Luis Paulo Supi derrotó al actual campeón mundial Magnus Carlsen en 18 movimientos después de sacrificar a su propia reina. El partido recibió atención mundial cuando Carlsen lo transmitió en vivo. y se quedó sin palabras tras su derrota. En abril de 2021, Chess.com otorgó a ese juego el primer lugar en su Concurso de juegos inmortales de Chess.com.

### Vela

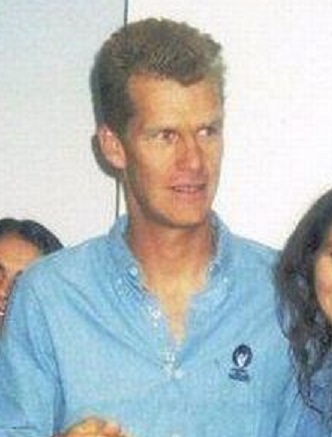
Robert Scheidt.

A pesar de ser la vela un deporte costoso para la población en general, Brasil tiene una gran tradición. El mayor centro de estos deportes en América del Sur es Río de Janeiro y su ciudad vecina Niterói. Varios medallistas olímpicos en vela se han entrenado en la Bahía de Guanabara, como Martine Grael, Clinio Freitas, Daniel Adler, Eduardo Penido, Isabel Swan, Kiko Pellicano, Marcelo Ferreira, Marcos Soares, Nelson Falcão y Ronaldo Senfft. El país también tiene medallistas olímpicos de São Paulo como Robert Scheidt, Torben Grael, Lars Grael, Kahena Kunze, Reinaldo Conrad, Alexandre Welter, Bruno Prada y Peter Ficker, además de Fernanda Oliveira y Lars Björkström.

### Equitación

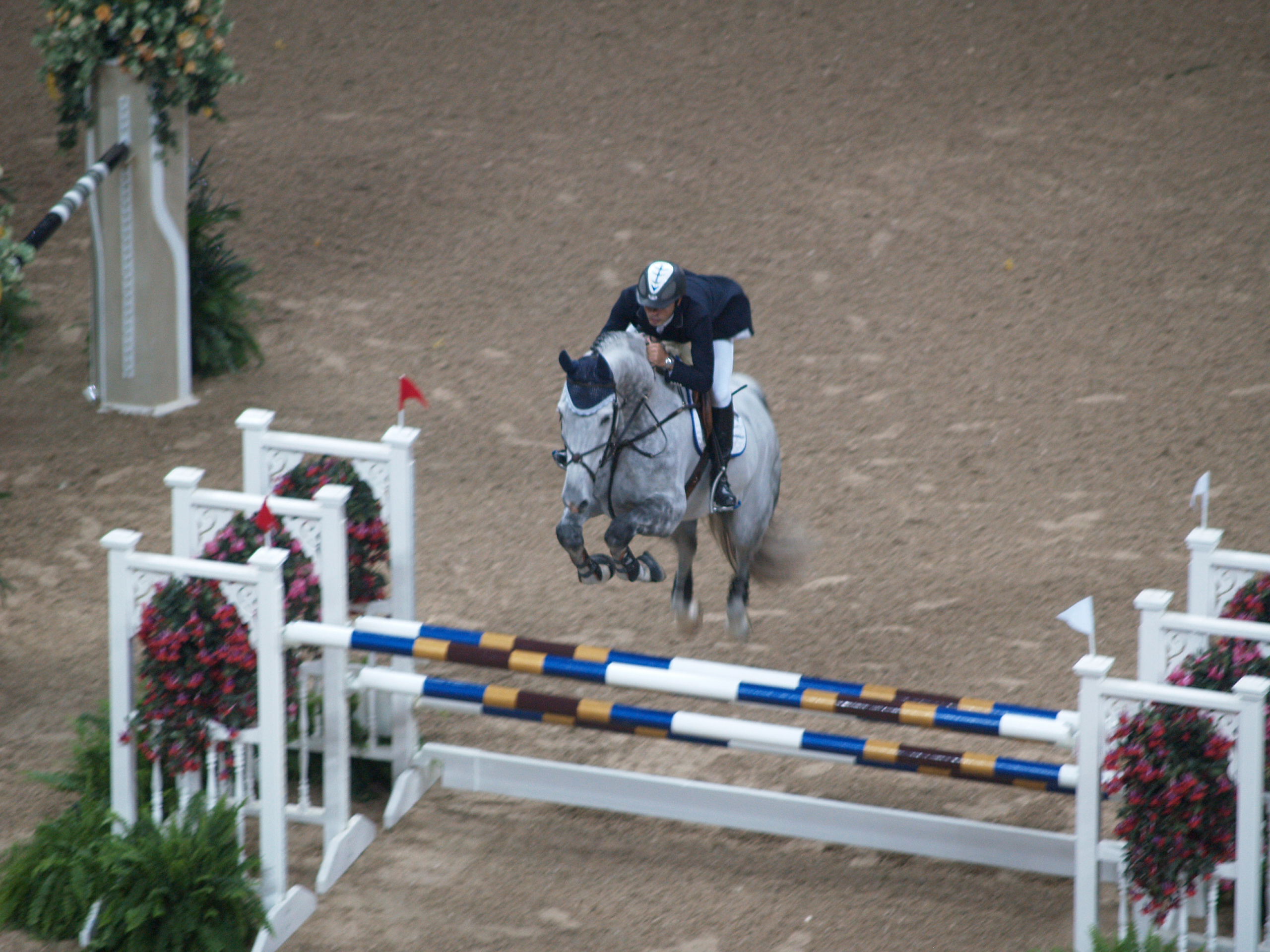
Rodrigo Pessoa.

A pesar de que la equitación es un deporte inaccesible para la población en general, Brasil tiene cierta tradición en este deporte. El mayor centro de esto deporte en América del Sur es Río de Janeiro. El Hipódromo de Gávea entrenó a atletas como Rodrigo Pessoa, el único medallista de oro olímpico en eventos individuales en América del Sur, y su padre Nelson Pessoa, así como Luiz Felipe de Azevedo; el país también tiene medallistas olímpicos de São Paulo Álvaro de Miranda Neto y de Rio Grande do Sul André Johannpeter.

### Tenis de mesa

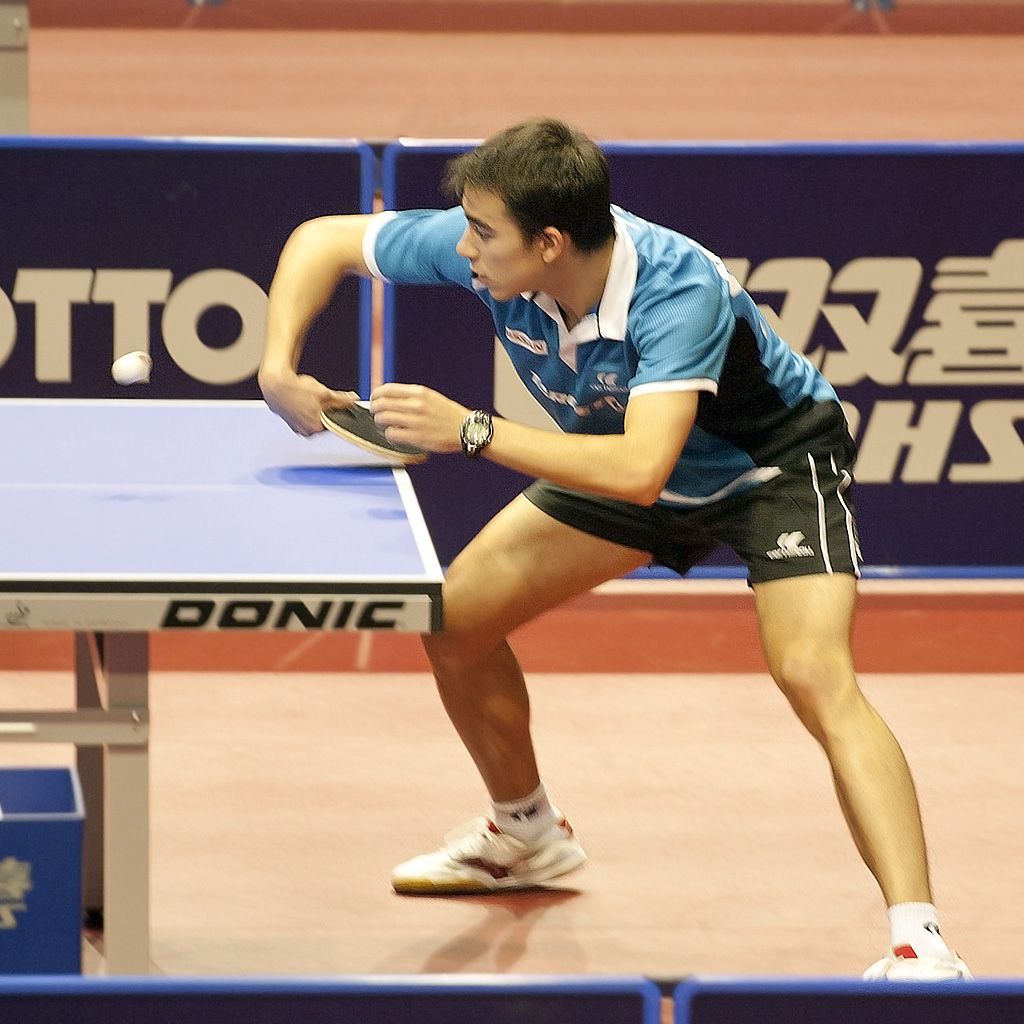
Hugo Calderano.

El tenis de mesa es muy popular y ampliamente jugado en Brasil, y el país tiene una tradición considerable en este deporte. El jugador más grande en la historia del país es Hugo Calderano, quien alcanzó el número 3 del mundo en 2022 (convirtiéndose en el mejor jugador de América de todos los tiempos), y fue el primer jugador de tenis de mesa masculino de América en ganar la Copa del Mundo de Tenis de Mesa, llegar a la final del Campeonato Mundial de Tenis de Mesa y llegar a las semifinales de los Juegos Olímpicos. Otros jugadores históricamente importantes en el país son Gustavo Tsuboi, Cláudio Kano, Hugo Hoyama y Bruna Takahashi.

### Tiro con arco

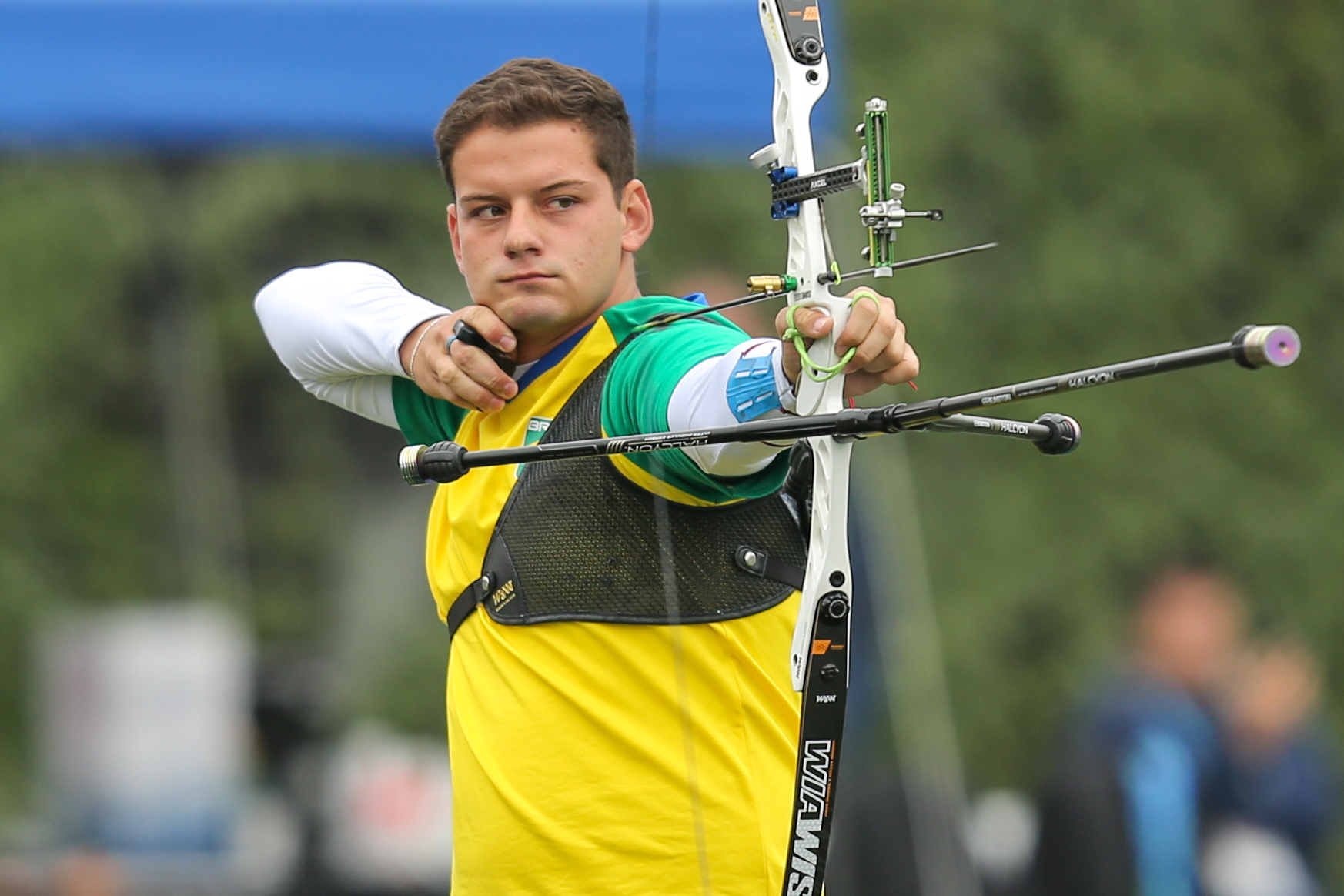
Marcus Vinicius D'Almeida.

Marcus Vinicius D'Almeida, en la categoría de arco recurvo, es el mayor atleta masculino de tiro con arco en la historia de Sudamérica, habiendo sido número 1 del mundo en 2023, y subcampeón mundial en 2021.

### Piragüismo

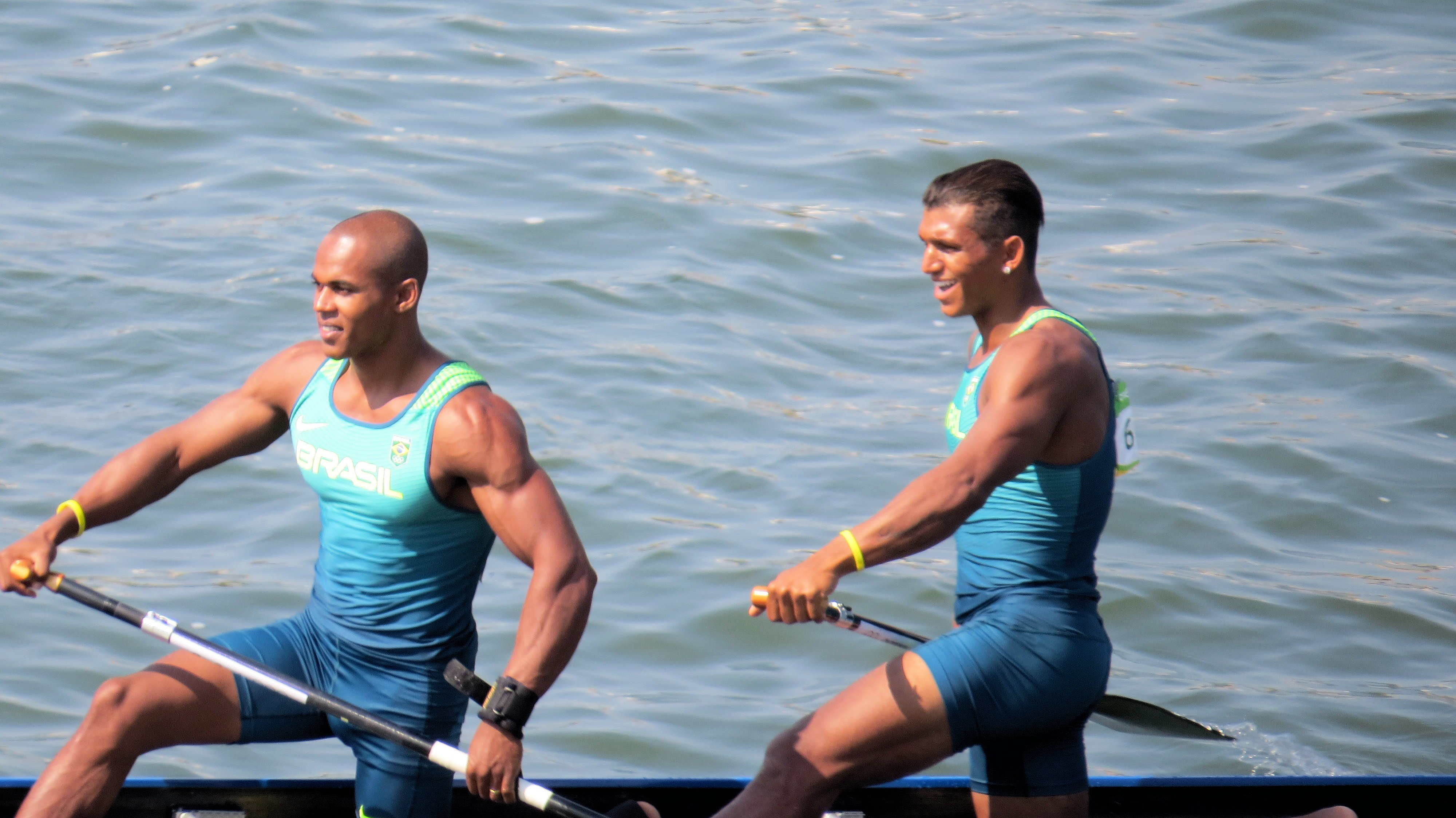
Erlon Silva (frente) y Isaquias Queiroz (atrás).

En Piragüismo en aguas tranquilas, el brasileño Isaquias Queiroz es el mejor canoero de la historia de Sudamérica, siendo el único campeón olímpico de esta modalidad en el continente y sumando un total de cuatro medallas olímpicas hasta los Juegos Olímpicos de Tokio 2020. Erlon Silva también ganó una plata olímpica para Brasil en piragüismo.
En el Piragüismo en eslalon, los mejores brasileños de la historia hasta hoy son Ana Sátila y Pepe Gonçalves, que llegaron a finales olímpicas y ganaron medallas en Campeonatos Mundiales.

### Esgrima

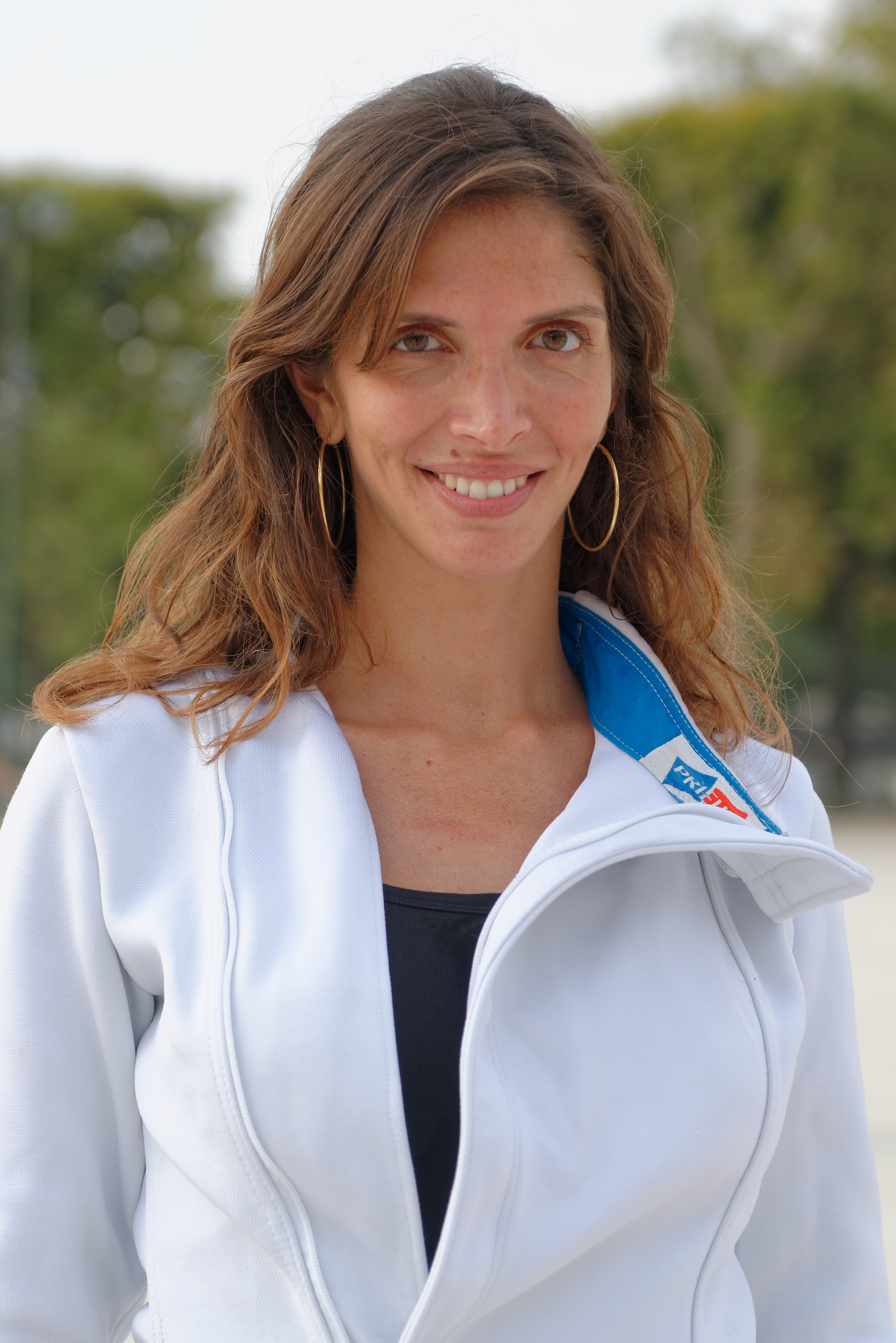
Nathalie Moellhausen

Aunque Brasil tiene poca tradición en esgrima, el país ha producido algunos atletas de renombre. Nathalie Moellhausen fue campeona mundial en 2019 y alcanzó los cuartos de final de los Juegos Olímpicos de 2016 en Espada femenina. Guilherme Toldo alcanzó los cuartos de final de los Juegos Olímpicos de Verano de 2016 en Florete masculino.

### Salto

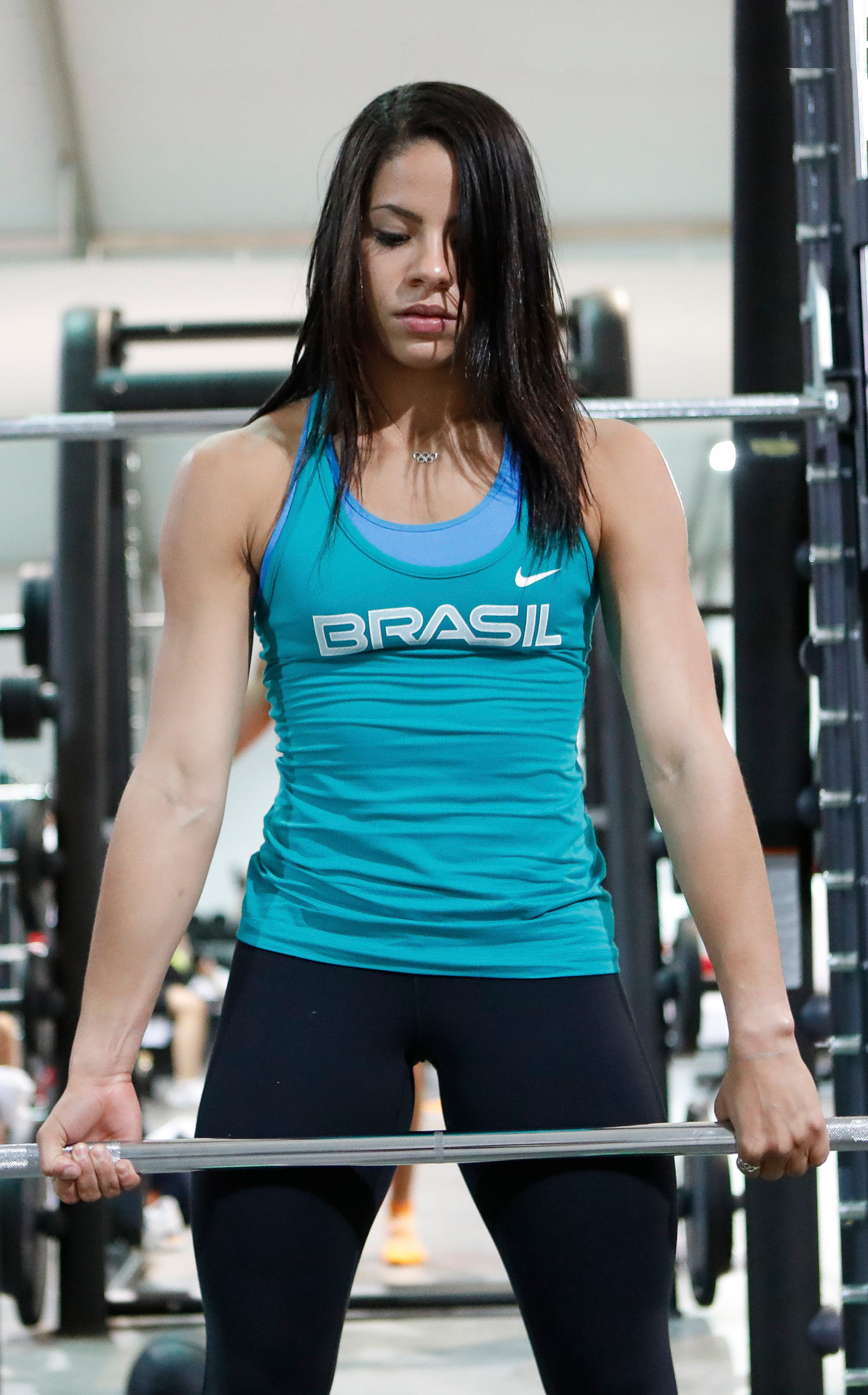
Ingrid de Oliveira

Brasil tampoco tiene una larga tradición en Salto, pero el trabajo realizado durante décadas permitió el surgimiento de algunos atletas de alto nivel. Los más relevantes hasta el momento son Ingrid de Oliveira, quien finalizó 4ª en el Campeonato Mundial de Natación de 2022, César Castro, 5° lugar en trampolín de 3 metros en el Campeonato Mundial de Natación de 2009, y Juliana Veloso, 10° lugar en plataforma en 2001.

### Taekwondo

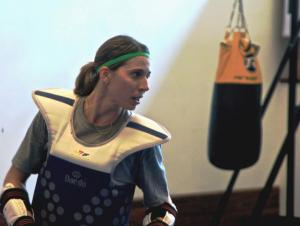
Natália Falavigna

En taekwondo, Natália Falavigna fue medallista olímpica de bronce en 2008 y cuarto lugar en 2004. Maicon Siqueira ganó bronce en 2016. Diogo Silva fue 4° en 2004 y 2012, y Milena Titoneli fue cuarta en 2020.

#### Karate

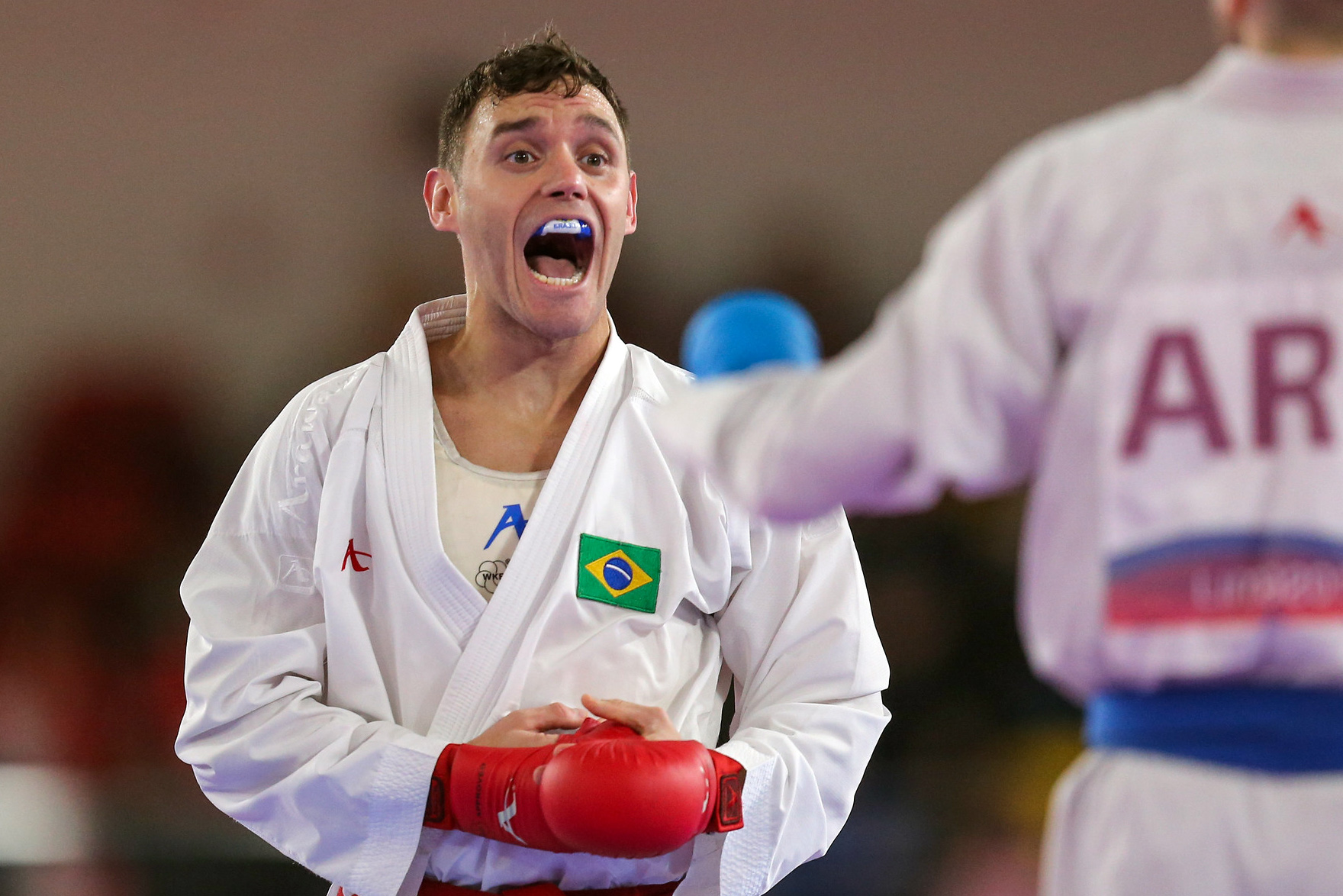
Douglas Brose.

En 2017, el karate contaba con alrededor de 250 mil practicantes registrados en Brasil y, en ese momento, era el cuarto país con más practicantes registrados del mundo, según el ranking de la Federación Internacional de Karate.  En 2019, se estimó que alrededor de 1 millón de personas practicaban este deporte en el país. Douglas Brose es el nombre más importante en la historia de este deporte en Brasil, habiendo sido tres veces campeón del mundo. 

### Pentatlón moderno
Yane Marques es la única persona nacida en Sudamérica en ganar una medalla olímpica en pentatlón moderno (hasta los Juegos Olímpicos de Tokio 2020), habiendo sido también la primera persona en América Latina en hacerlo.

### Halterofilia
La halterofilia es un deporte que comenzó a desarrollarse más recientemente en Brasil. Hasta la fecha, los nombres más importantes del deporte en el país han sido Fernando Reis, quien obtuvo medalla de bronce en el Campeonato Mundial de Halterofilia de 2018, y Laura Amaro, quien obtuvo plata en la subdivisión del evento denominada Arrancada, en el Campeonato Mundial de Halterofilia de 2021.

## Otros deportes
La selección brasileña de polo es, después de Argentina, el equipo con más títulos mundiales, logrando el campeonato en 1995, 2001 y 2004. 
La Selección de béisbol de Brasil participó en el Clásico Mundial de Béisbol 2013. Paulo Orlando y Yan Gomes son los únicos brasileños que han ganado la Serie Mundial. Brasil volverá a participar en 2026. La primera hazaña importante del béisbol brasileño se logró en 2023: al participar en los Juegos Panamericanos de 2023, la selección brasileña sorprendió a todos al derrotar a países que estaban entre los 10 mejores del mundo y que tienen una larga tradición en el deporte, como Cuba y Venezuela, además de Colombia, terminando con la medalla de plata.
Hay una serie de otros deportes practicados en Brasil, donde hay grandes deportistas, que por lo general están en el nivel más alto a nivel sudamericano, sobre todo en deportes como cricket, rugby, yoga y aikido.
Desde hace varios años Brasil está participando en los Campeonatos Mundiales absolutos y Sub-22 de frontenis, sin hacer una participación estelar, pero rindiendo bien para ser nuevo en esta especialidad de la Pelota vasca.

## Brasil en los Juegos Olímpicos

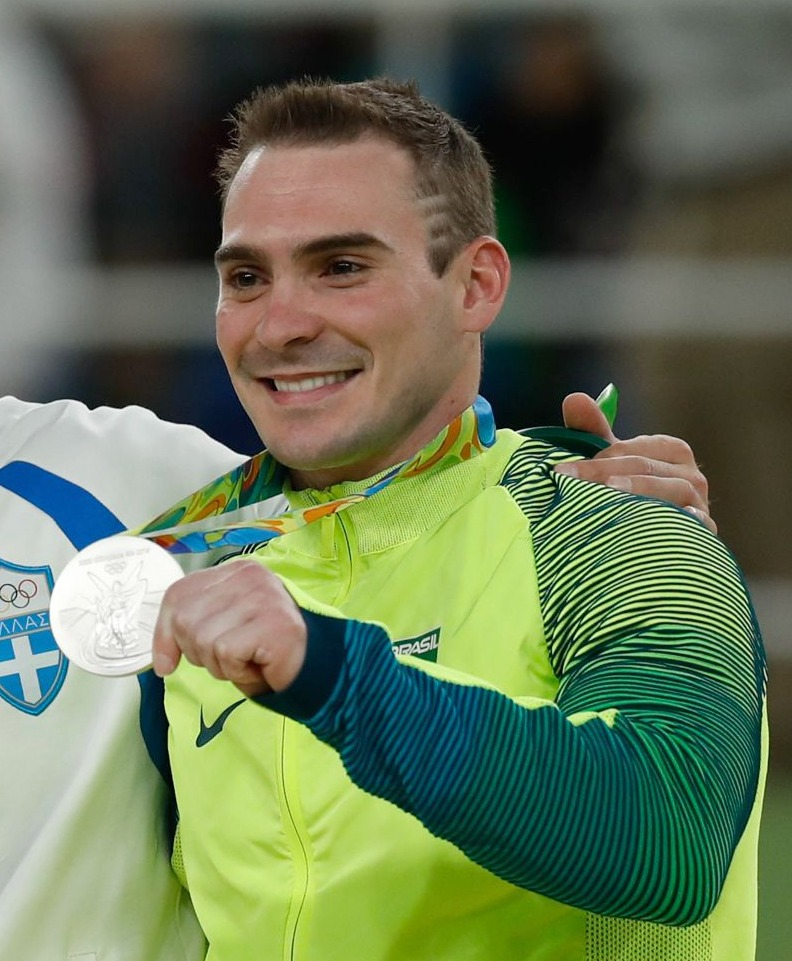
Arthur Zanetti

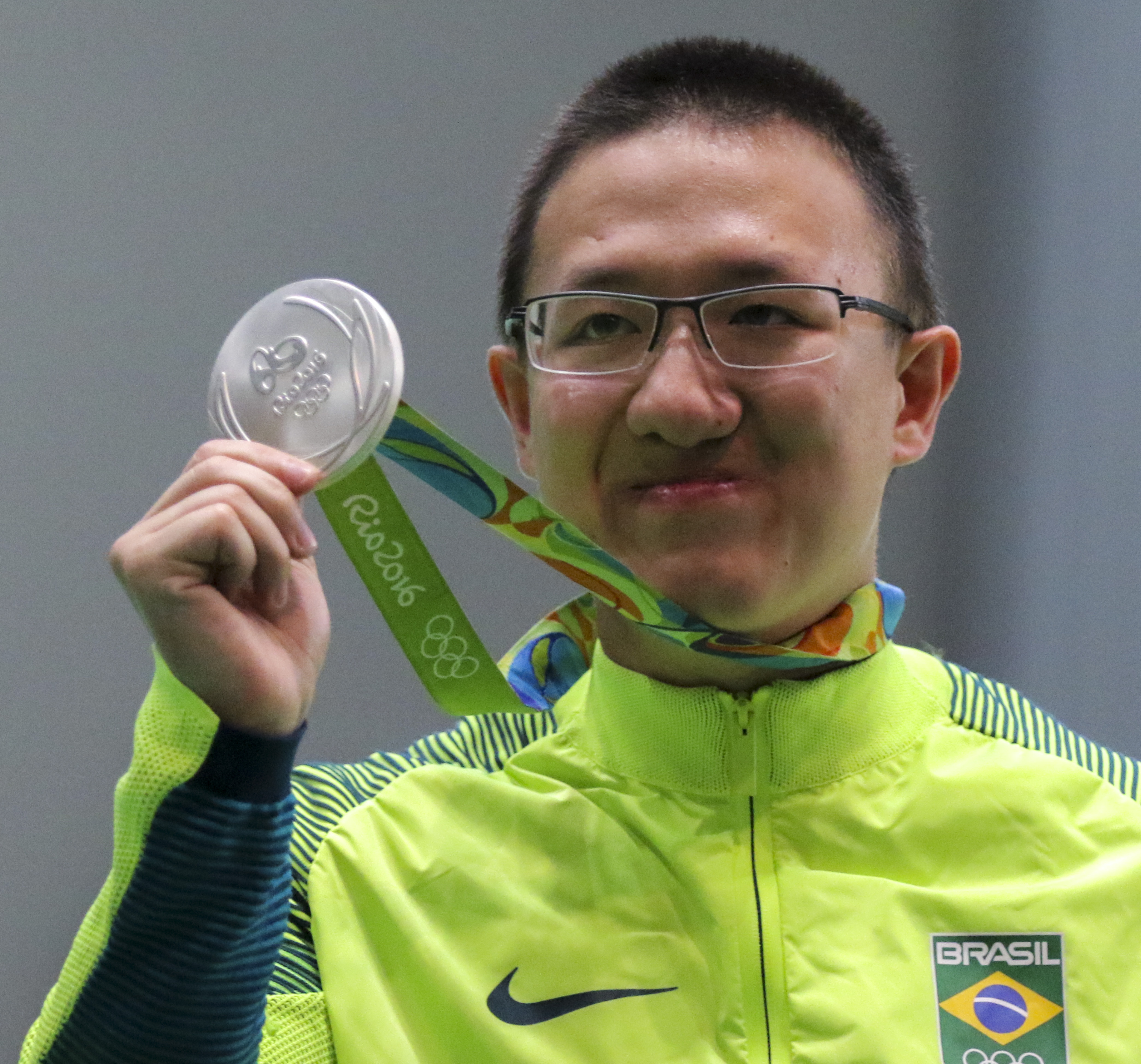
Felipe Wu

Brasil se ubica en el primer lugar en el medallero olímpico de América del Sur. Además organizó la edición de 2016. Hasta los Juegos Olímpicos de 2016, Brasil había ganado 144 medallas en la historia de los Juegos Olímpicos, todas en las ediciones de verano. Hay 34 medallas de oro, 39 de plata y 71 de bronce(en actualización), lo que lo convierte en el país sudamericano con el mejor récord en la historia de los Juegos Olímpicos modernos y el cuarto mayor ganador de las Américas detrás de Estados Unidos, Canadá y Cuba, respectivamente. También es uno de los pocos países que tiene un atleta que recibió la medalla Pierre de Coubertin: Vanderlei Cordeiro de Lima. 
El país ya ha ganado medallas de oro olímpicas en 13 deportes diferentes: vela, atletismo, voleibol, judo, voleibol de playa, fútbol, natación, tiro, gimnasia, boxeo, skateboard, surf y ecuestre.

### Medallas
| Juegos           |    |    |    | Total |
| París 2024       | 3  | 7  | 10 | 20    |
| Tokio 2020       | 7  | 6  | 8  | 21    |
| Río 2016         | 7  | 6  | 6  | 19    |
| Londres 2012     | 3  | 5  | 9  | 17    |
| Pekín 2008       | 3  | 4  | 8  | 15    |
| Atenas 2004      | 5  | 2  | 3  | 10    |
| Sídney 2000      | 0  | 6  | 6  | 12    |
| Atlanta 1996     | 3  | 3  | 9  | 15    |
| Barcelona 1992   | 2  | 1  | 0  | 3     |
| Seúl 1988        | 1  | 2  | 3  | 6     |
| Los Ángeles 1984 | 1  | 5  | 2  | 8     |
| Moscú 1980       | 2  | 0  | 2  | 4     |
| Montreal 1976    | 0  | 0  | 2  | 2     |
| Múnich 1972      | 0  | 0  | 2  | 2     |
| México 1968      | 0  | 1  | 2  | 3     |
| Tokio 1964       | 0  | 0  | 1  | 1     |
| Roma 1960        | 0  | 0  | 2  | 2     |
| Melbourne 1956   | 1  | 0  | 0  | 1     |
| Helsinki 1952    | 1  | 0  | 2  | 3     |
| Londres 1948     | 0  | 0  | 1  | 1     |
| Amberes 1920     | 1  | 1  | 1  | 3     |
| Total            | 37 | 42 | 68 | 147   |

## Selecciones nacionales
- Selección de baloncesto de Brasil

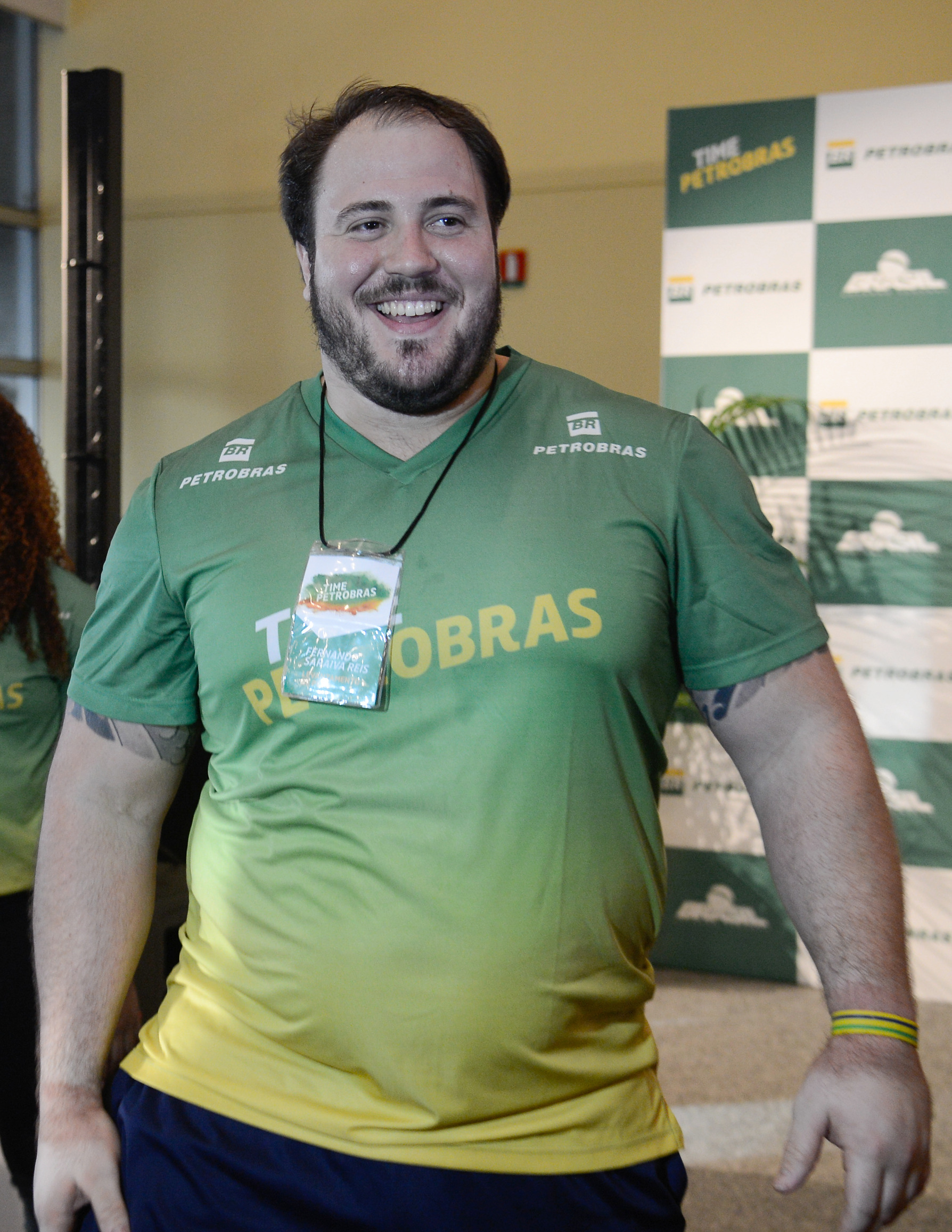
Fernando Reis

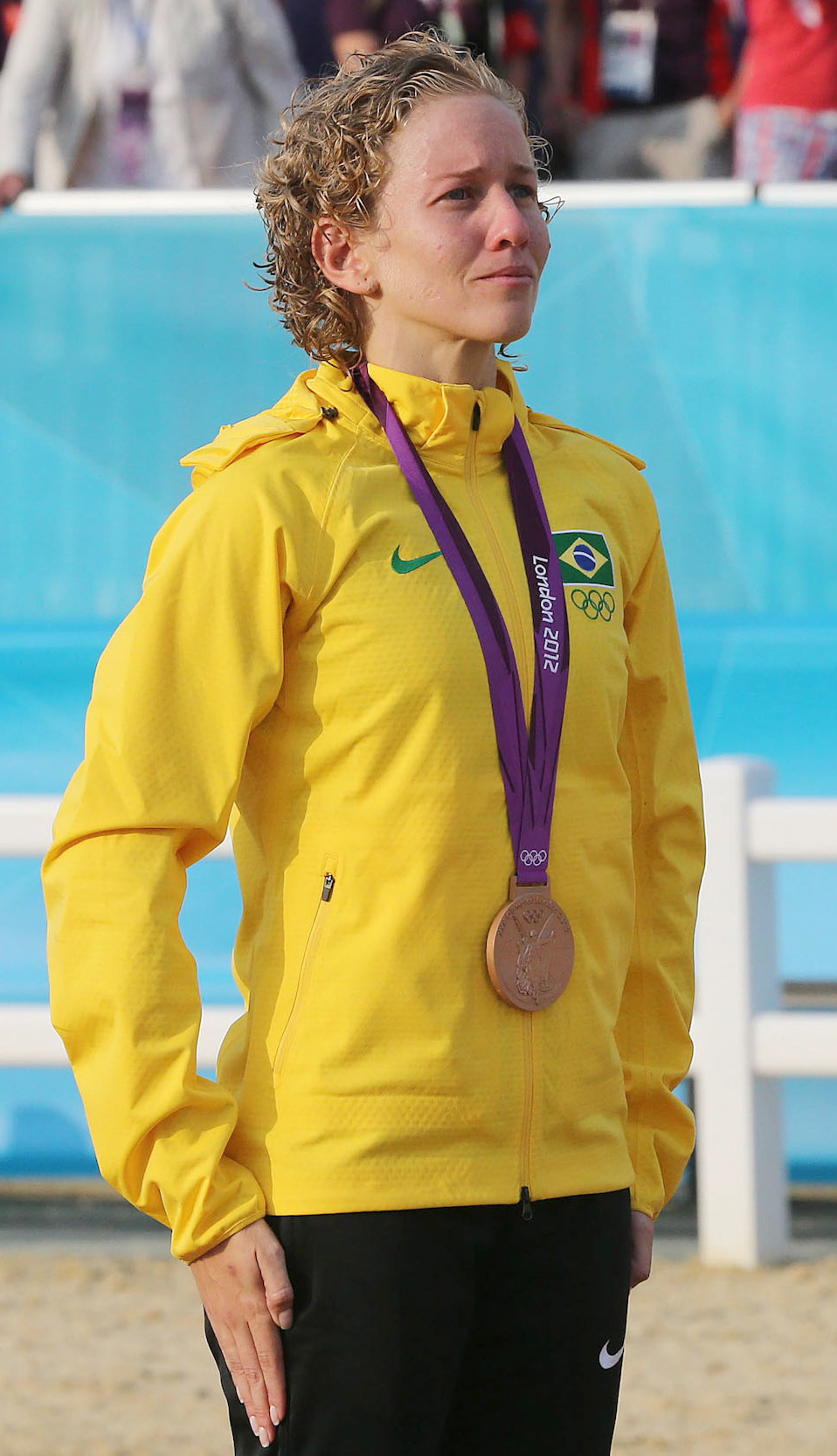
Yane Marques

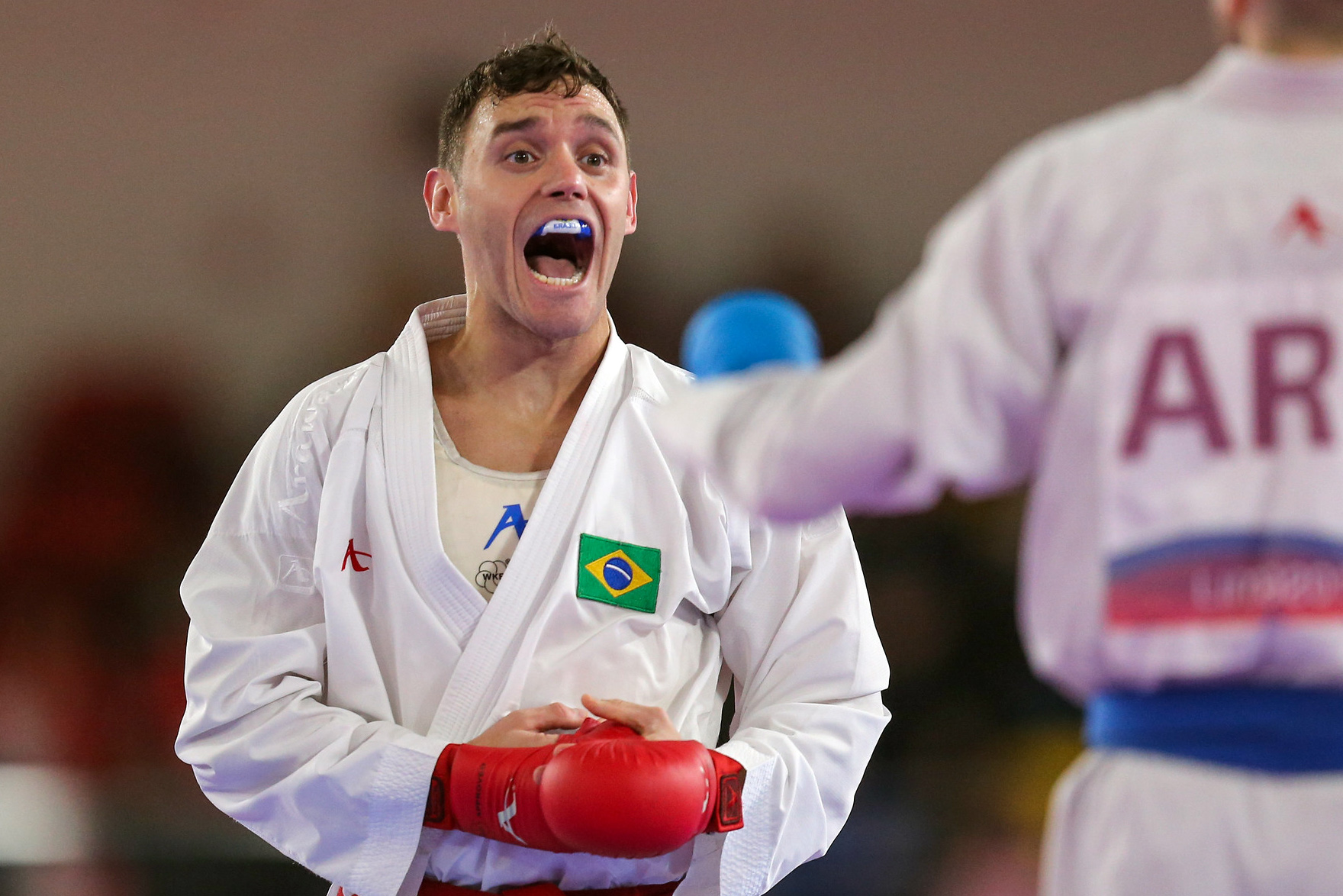
Douglas Brose

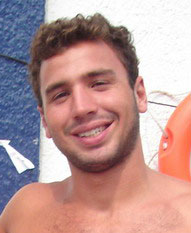
Felipe Perrone

- Selección femenina de baloncesto de Brasil
- Selección de balonmano de Brasil
- Selección de béisbol de Brasil
- Selección de fútbol de Brasil
- Selección femenina de fútbol de Brasil
- Selección de fútbol playa de Brasil
- Selección de fútbol sala de Brasil
- Selección femenina de hockey sobre césped de Brasil
- Selección masculina de hockey sobre césped de Brasil
- Selección de polo de Brasil
- Selección de rugby de Brasil
- Selección de rugby 7 de Brasil
- Selección masculina de voleibol de Brasil
- Selección femenina de voleibol de Brasil
- Equipo de Copa Davis de Brasil

## Competiciones organizadas por Brasil
Algunas de las competencias deportivas más importantes que acogió el país fueron:
- Juegos Olímpicos de 2016
- Copa Mundial de Fútbol de 1950
- Copa Mundial de Fútbol de 2014
- Juegos Panamericanos de 1963
- Juegos Panamericanos de 2007
- Juegos Suramericanos de 2002
- Campeonato Mundial de Natación en Piscina Corta de 1995
- Campeonato Mundial de Baloncesto de 1954
- Campeonato Mundial de Baloncesto de 1963
- Campeonato Mundial de Baloncesto Femenino de 1957
- Campeonato Mundial de Baloncesto Femenino de 1971
- Campeonato Mundial de Baloncesto Femenino de 1983
- Campeonato Mundial de Baloncesto Femenino de 2006
- Campeonato Mundial de Voleibol Masculino de 1960
- Campeonato Mundial de Voleibol Masculino de 1990
- Campeonato Mundial de Voleibol Femenino de 1994
- Campeonato Mundial de Judo de 1965
- Campeonato Mundial de Judo de 2007
- Campeonato Mundial de Judo de 2013
- Campeonato Mundial de Balonmano Femenino de 2011
- Campeonato Mundial de Esgrima de 2016
- Campeonato Mundial de Vóley Playa de 2003
- Campeonato Mundial de Karate de 1998
- Copa Mundial de fútbol sala de la FIFA 2008
- Copa Mundial de Fútbol Playa FIFA 2005
- Copa Mundial de Fútbol Playa FIFA 2006
- Copa Mundial de Fútbol Playa FIFA 2007
- Campeonato Mundial de Piragüismo en Eslalon de 1997
- Campeonato Mundial de Piragüismo en Eslalon de 2007
- Campeonato Mundial de Piragüismo en Eslalon de 2018
- Campeonato Mundial de Skateboarding 2019
- Campeonato Mundial de Star 1960 (Vela)
- Campeonato Mundial de Star 1980 (Vela)
- Campeonato Mundial de Star 1996 (Vela)
- Campeonato Mundial de Laser 1977 (Vela)
- Campeonato Mundial de Laser 2005 (Vela)
- Campeonato Mundial de Laser Radial 2005 (Vela)
- Campeonato Mundial de Tornado 1998 (Vela)
- Campeonato Mundial de 470 1980 (Vela)
- Campeonato Mundial de 470 1996 (Vela)
- Campeonato Mundial de RS:X 2013 (Vela)
- Campeonato Mundial de Flying Dutchman 1986 (Vela)
- Campeonato Mundial de Finn 1988 (Vela)
- Campeonato Mundial de Finn 2004 (Vela)
- Campeonato Mundial de Soling 1978 (Vela)
- Campeonato Mundial de Soling 2004 (Vela)
- Campeonato Mundial de Optimist 1983 (Vela)
- Campeonato Mundial de Optimist 2009 (Vela)
- Campeonato Mundial de Europe 1991 (Vela)
- Campeonato Mundial de Europe 2000 (Vela)
- Copa FIFA Confederaciones 2013
- Campeonato Sudamericano 1919 (Copa América)
- Campeonato Sudamericano 1922 (Copa América)
- Campeonato Sudamericano 1949 (Copa América)
- Copa América 1989
- Copa América 2019
- Copa América 2021

Competiciones organizadas anualmente:
- Gran Premio de Brasil
- Rio Open (ATP 500)
- Carrera de San Silvestre
- Maratón Internacional de São Paulo
- Grande Prêmio Brasil en equitación, en el Hipódromo de La Gávea
- WTT Contender Río de Janeiro (Tenis de mesa)